# Tercera investidura presidencial de Luiz Inácio Lula da Silva
Luiz Inácio Lula da Silva y Geraldo Alckmin asumieron como 39º Presidente de Brasil y 26º Vicepresidente de Brasil, respectivamente, el 1 de enero de 2023, en una ceremonia que se realizará en el Congreso Nacional en Brasilia, dando inicio a la tercera administración Lula. A la edad de 77 años, Lula fue el mayor en asumir el cargo.

## Antecedentes
El 2 de octubre, día de la primera vuelta de la votación, Lula quedó en primer lugar con el 48,43% de los votos válidos, clasificándose para una segunda vuelta con Jair Bolsonaro, que obtuvo el 43,20% de los votos válidos. Lula fue elegido en segunda vuelta, el 30 de octubre, siendo el primer presidente de Brasil electo por tres períodos y el primero desde Getúlio Vargas en ser elegido por un período no consecutivo. Fueron inaugurado el 1 de enero de 2023.

## Planificación

### Seguridad
Manifestaciones en Brasilia justificó la prohibición de portación de armas en el Distrito Federal desde el 28 de diciembre. La inauguración contó con una seguridad más reforzada que inauguraciones anteriores, con aproximadamente 700 policías federales, un escuadrón antibombas, agentes de civil y equipos que neutralizan la señal de los drones y evitan los sobrevuelos en el área del evento.

### Eventos programados
El día de la inauguración tuvo un evento llamado "Festival del Futuro: Alegria Vai Tomar Posse" con actuaciones de artistas y bandas en la Esplanada dos Ministérios, entre ellos Aíla, Alessandra Leão, Aline Calixto, BaianaSystem, Chico César, Daniel Ganjaman, Drik Barbosa, Duda Beat, Ellen Oléria, Fernanda Takai, Fernanda Abreu, Fioti, Francisco, el Hombre, Gaby Amarantos, Geraldo Azevedo, GOG, Jaloo, Jards Macalé, Johnny Hooker, Kaê Guajajara, Kleber Lucas, Lirinha, Luê, Luedji Luna, Leonardo Gonçalves, Leoni, Marcelo Jeneci, Margareth Menezes, Maria Rita, Marissol Mwaba, Martinho da Vila, Odair José, Otto, Pabllo Vittar, Paula Lima, Paulo Miklos, Rael, Rappin' Hood, Renegado, Salgadinho, Teresa Cristina, Thalma de Freitas, Tulipa Ruiz, Valesca Popozuda y Zélia Duncan.

## Transmisión de televisión
Se proporcionó un banco de imágenes a todas las emisoras, con el camino de Lula y escenas en ambientes interiores. El evento fue transmitido en su totalidad, o al menos en flashes, por la mayoría de las emisoras brasileñas, como TV Globo, SBT, RecordTV, Band, TV Cultura, CNN Brasil, TV Brasil, RedeTV!, BandNews, TV Canção Nova, Rede Vida, GloboNews, Jovem Pan News, TV Câmara, TV Senado y Record News.

### Cobertura de estaciones brasileñas
Todas las emisoras de Brasil presentaron programación diferenciada debido a la propiedad.
TV Globo no mostró la serie Família Paraíso y la sesión Campeões de Box office con motivo del evento, y presentó 2 de sus programas diarios de noticias directamente desde Brasilia, el Jornal Nacional del 31 de diciembre y el Fantástico. La transmisión de Posse fue presentada por los periodistas William Bonner y Renata Lo Prete también directamente desde Brasilia.
SBT y RedeTV! también cambiaron su programación debido a la titularidad.
Band puso a Eduardo Oinegue y José Luiz Datena en el estudio para comandar toda la cobertura, con Lana Canepa en Brasilia, y, a las 22 h, una edición especial de Canal Livre haciéndose eco del evento.

## Delegaciones internacionales
Los siguientes mandatarios y funcionarios internacionales son algunos de los más relevantes y representativos de sus respectivos países que decidieron llegar hasta la ciudad de Brasilia (en misión oficial) para asistir a la investidura presidencial de Luiz Inácio Lula da Silva:

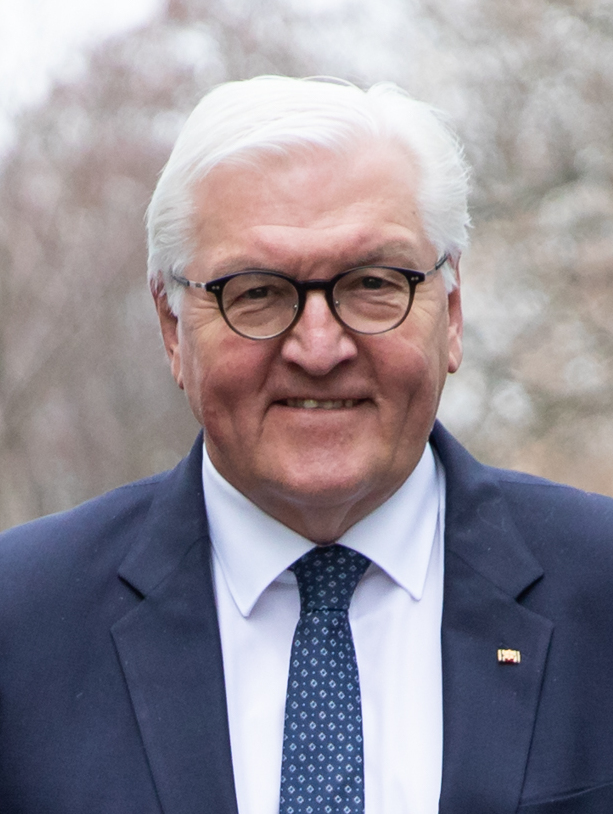
Alemania Frank-Walter Steinmeier Presidente de Alemania
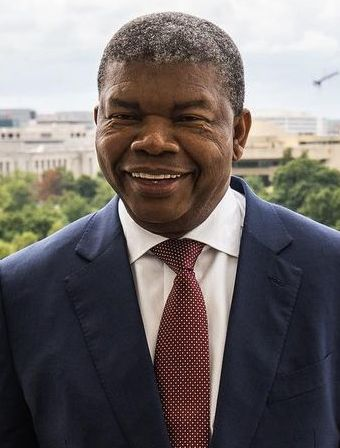
Angola João Lourenço Presidente de Angola
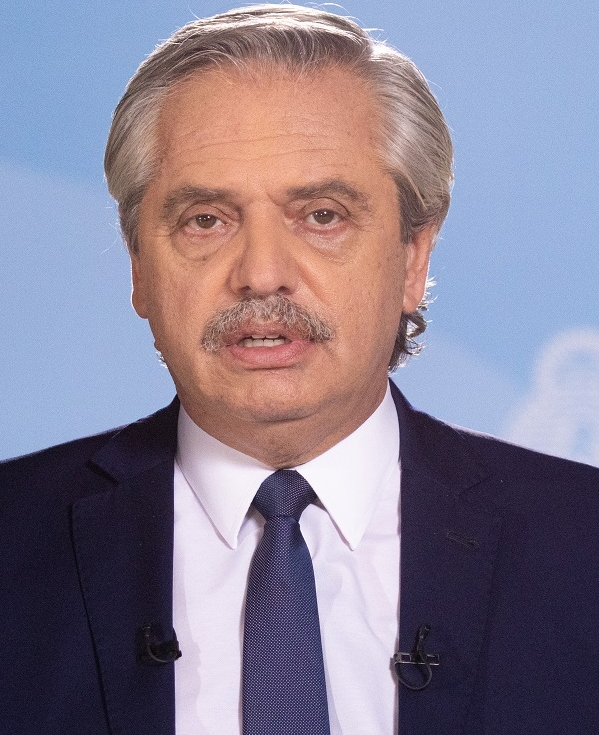
Argentina Alberto Fernández Presidente de Argentina
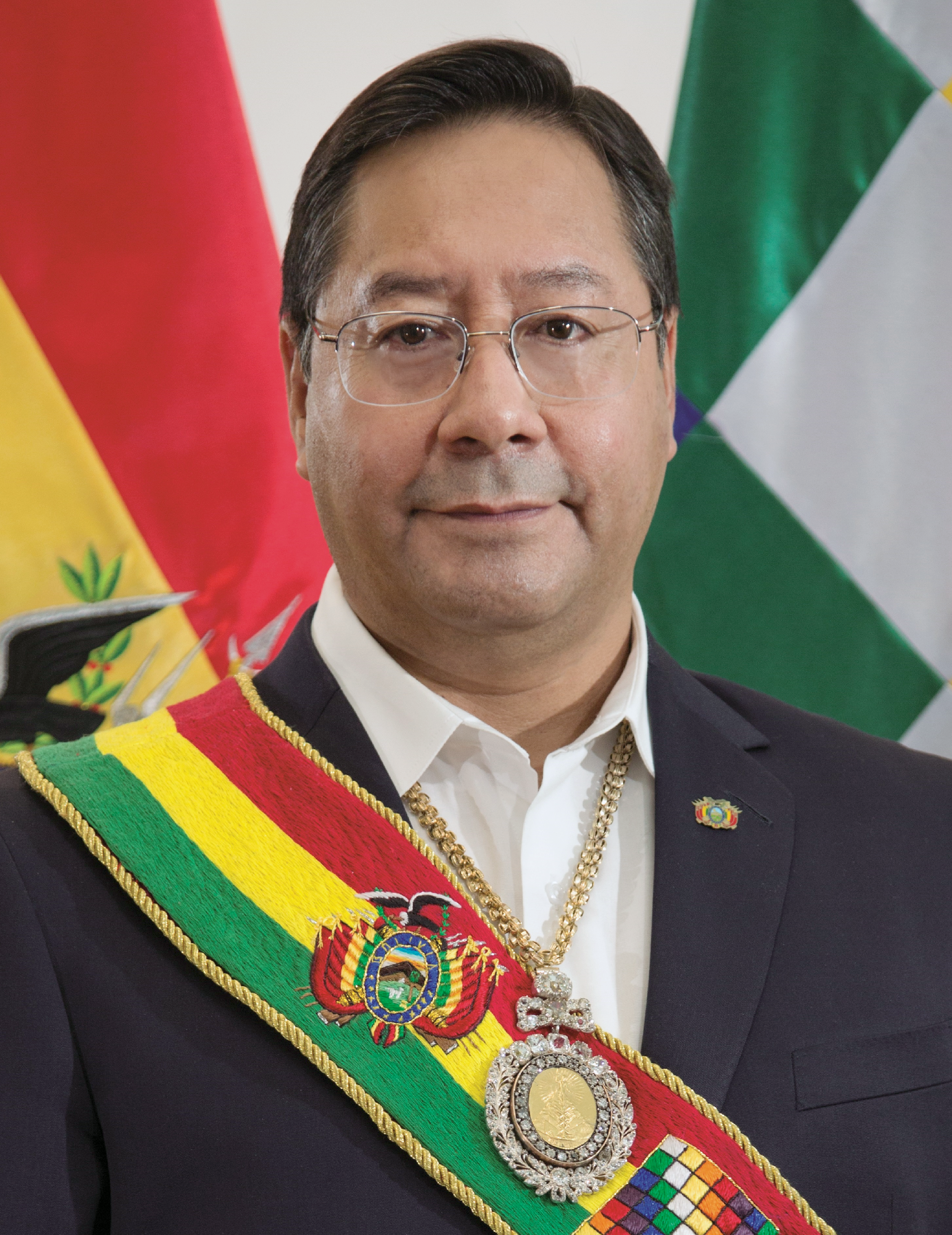
Bolivia Luis Arce Presidente de Bolivia
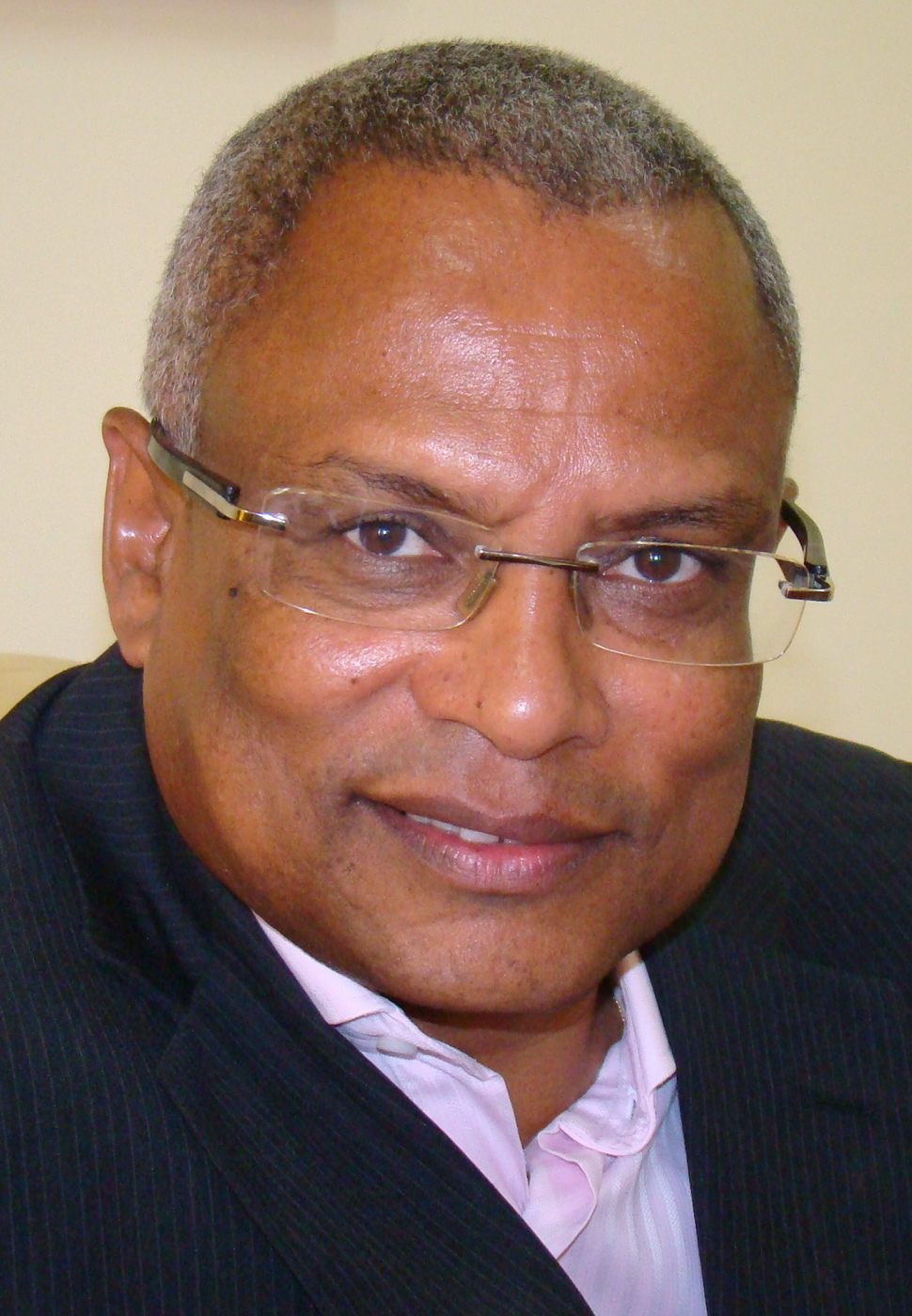
Cabo Verde José María Neves Presidente de Cabo Verde
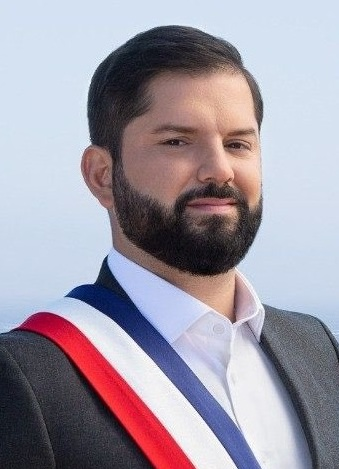
Chile Gabriel Boric Presidente de Chile
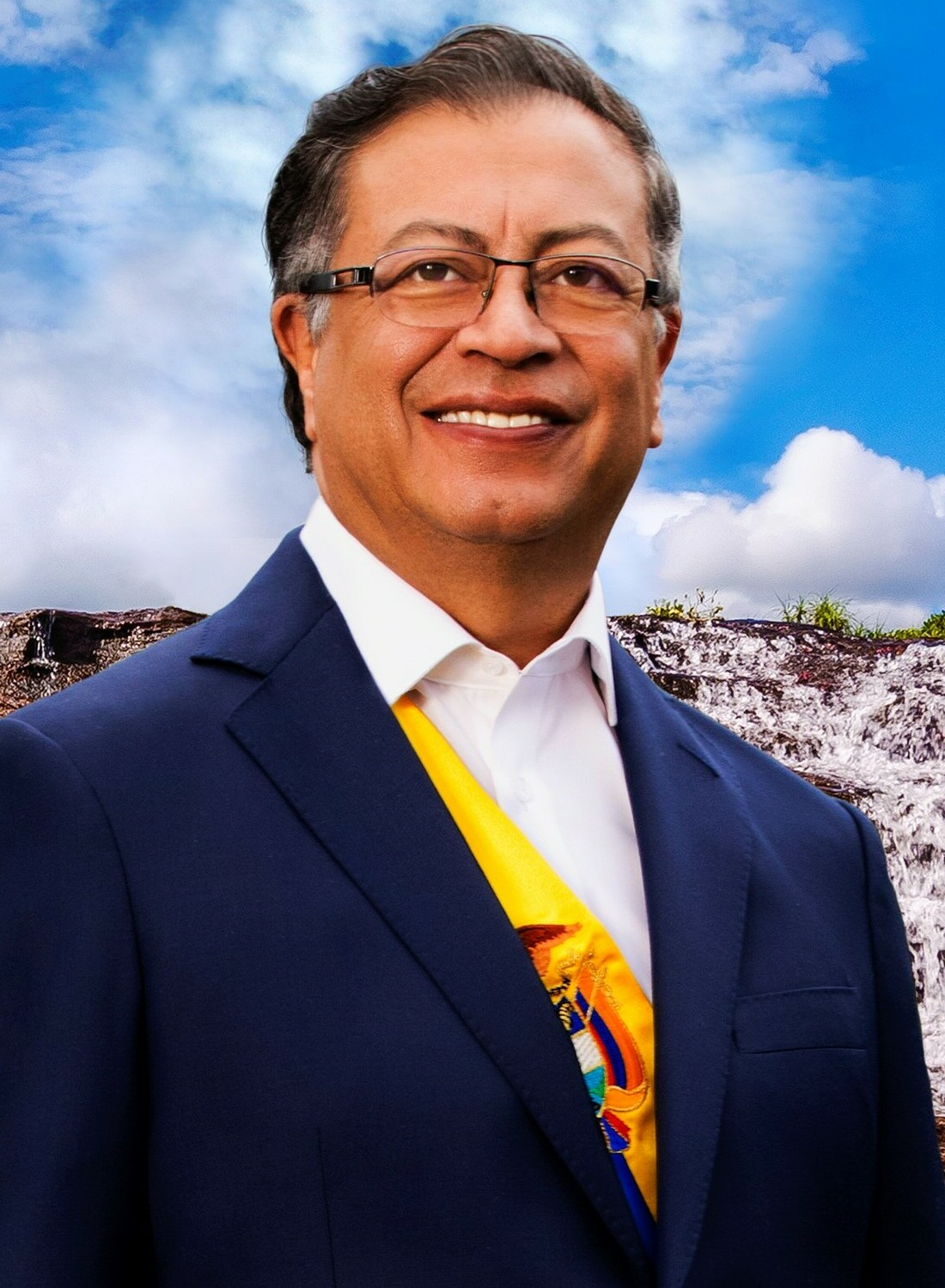
Colombia Gustavo Petro Presidente de Colombia
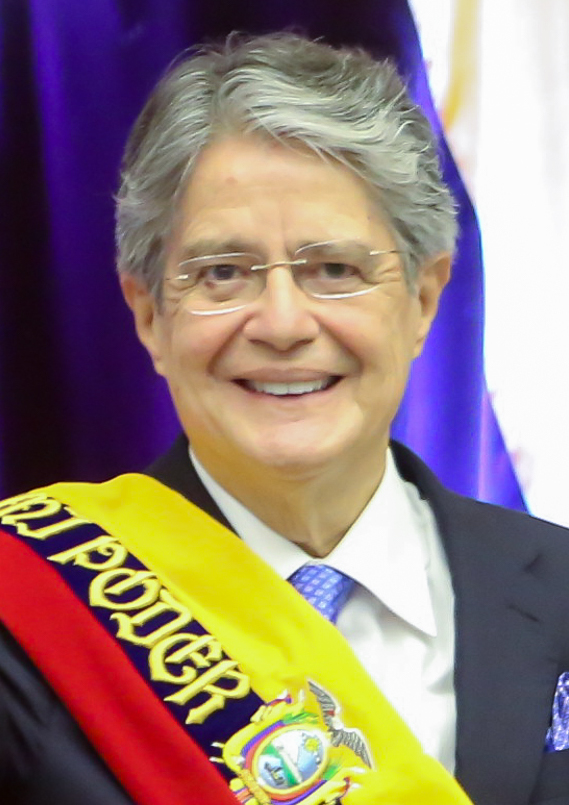
Ecuador Guillermo Lasso Presidente de Ecuador
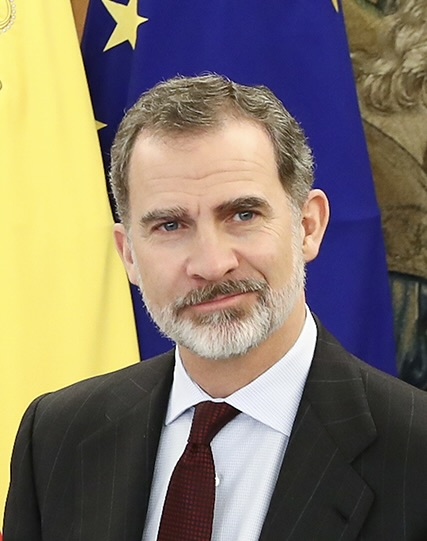
España Felipe VI de España Rey de España (En representación oficial de la Corona Española)
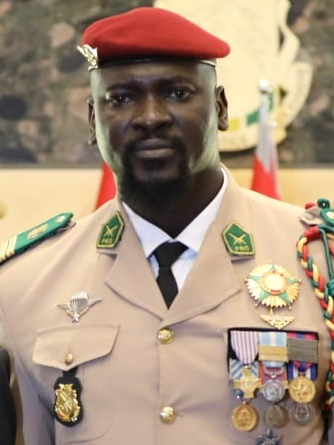
Guinea Mamady Doumbouya Presidente de Guinea
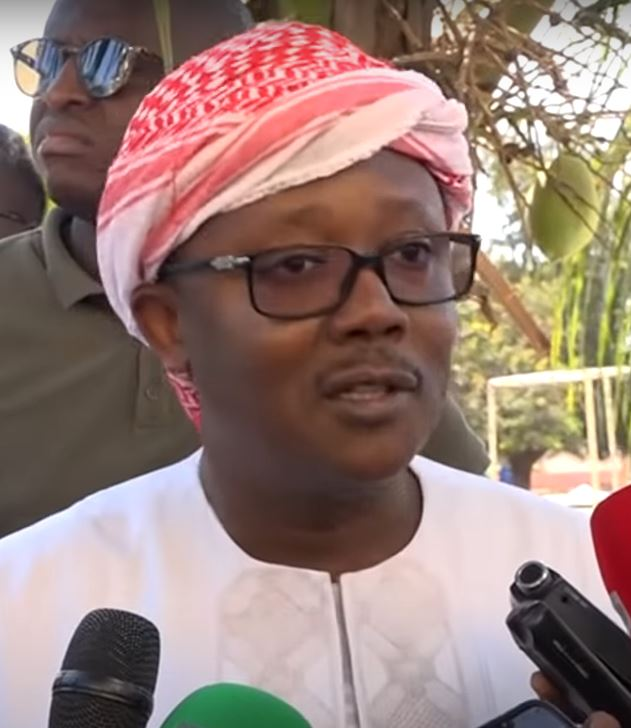
Guinea-Bissau Umaro Sissoco Embaló Presidente de Guinea-Bissau
Guinea Ecuatorial Teresa Asangono Presidenta del Senado de Guinea Ecuatorial (2013-Presente)
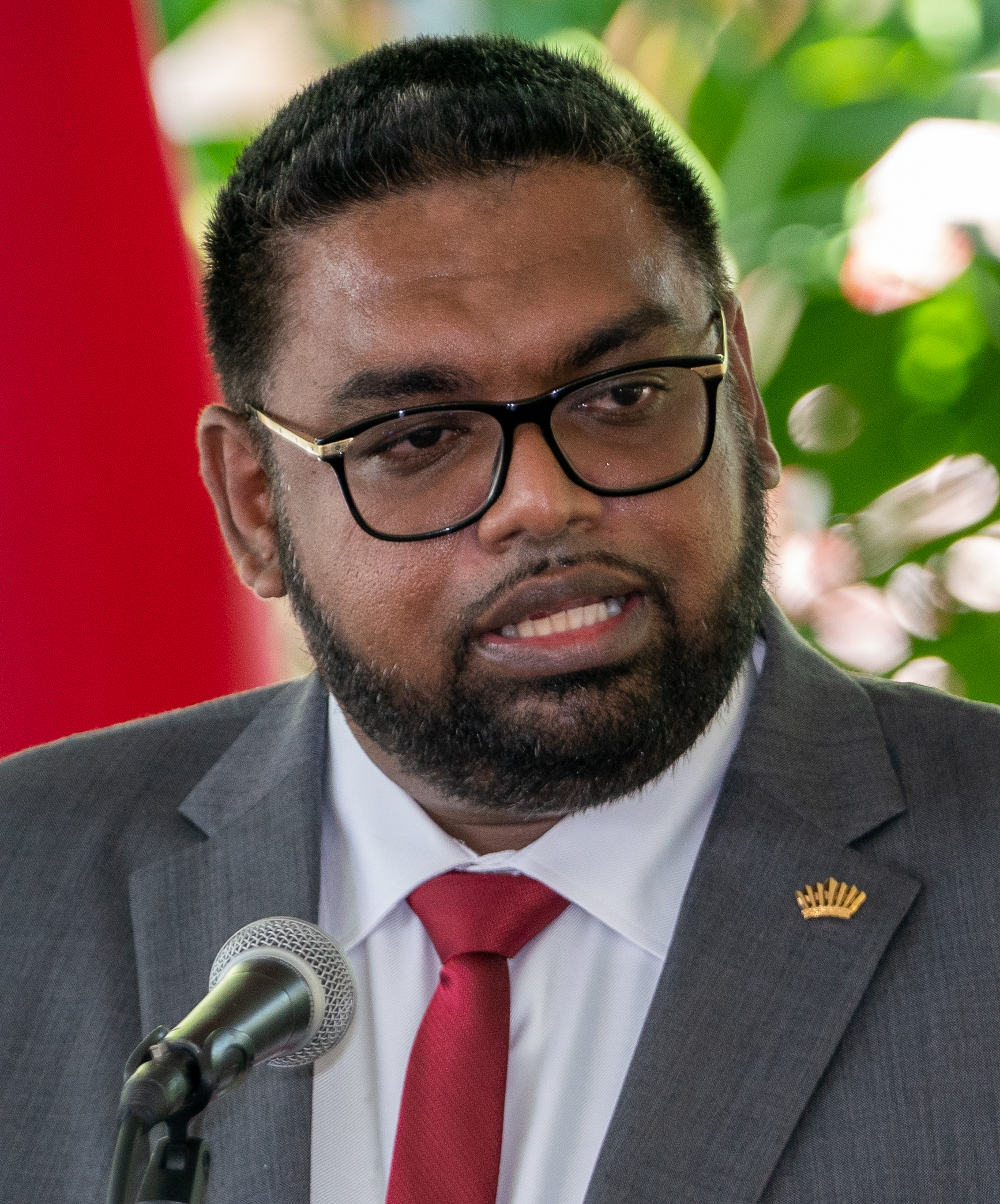
Guyana Irfaan Ali Presidente de Guyana
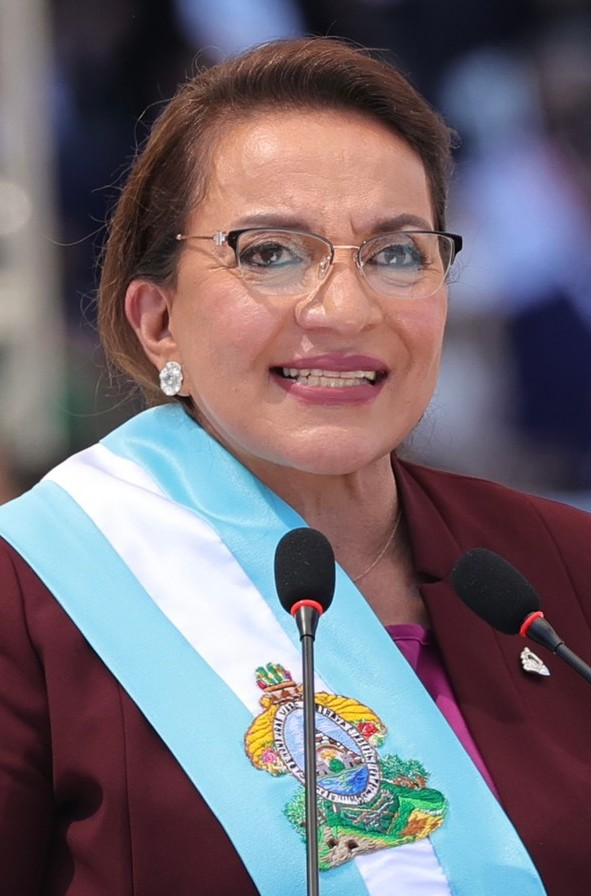
Honduras Xiomara Castro Presidenta de Honduras
Malí Abdoulaye Maïga Primer ministro de Malí
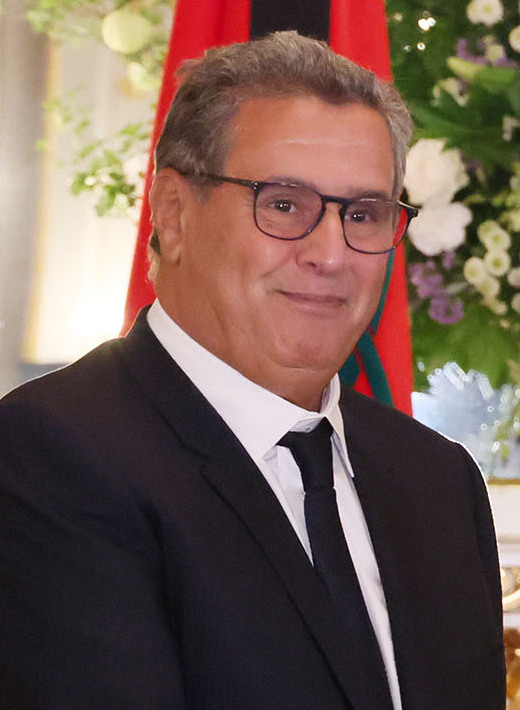
Marruecos Aziz Ajanuch Primer ministro de Marruecos
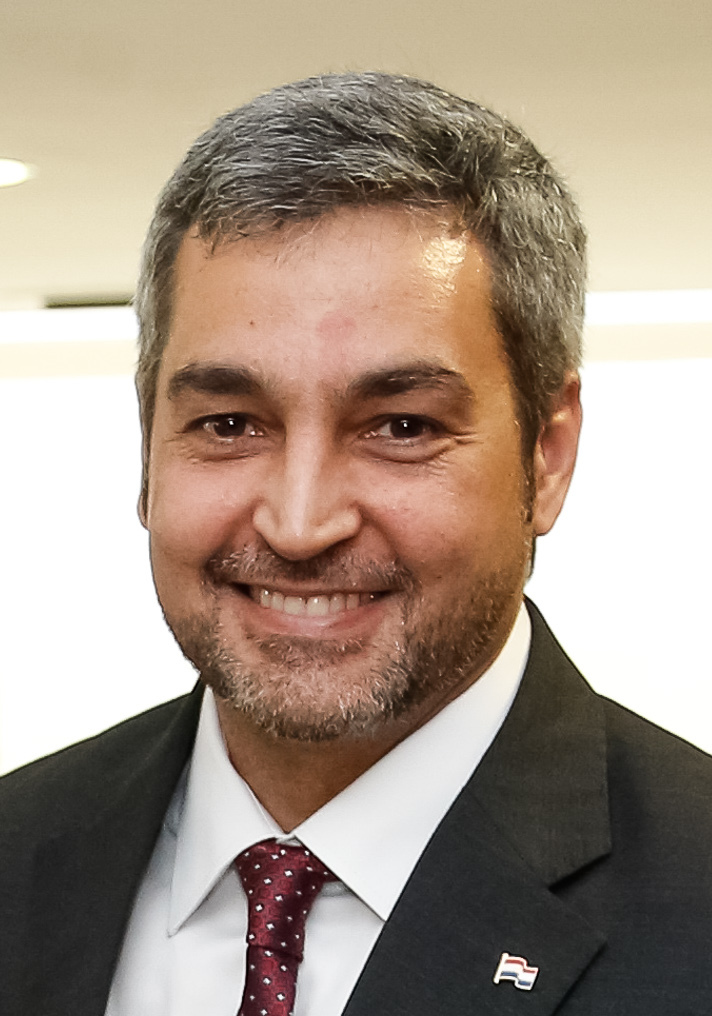
Paraguay Mario Abdo Benítez Presidente de Paraguay
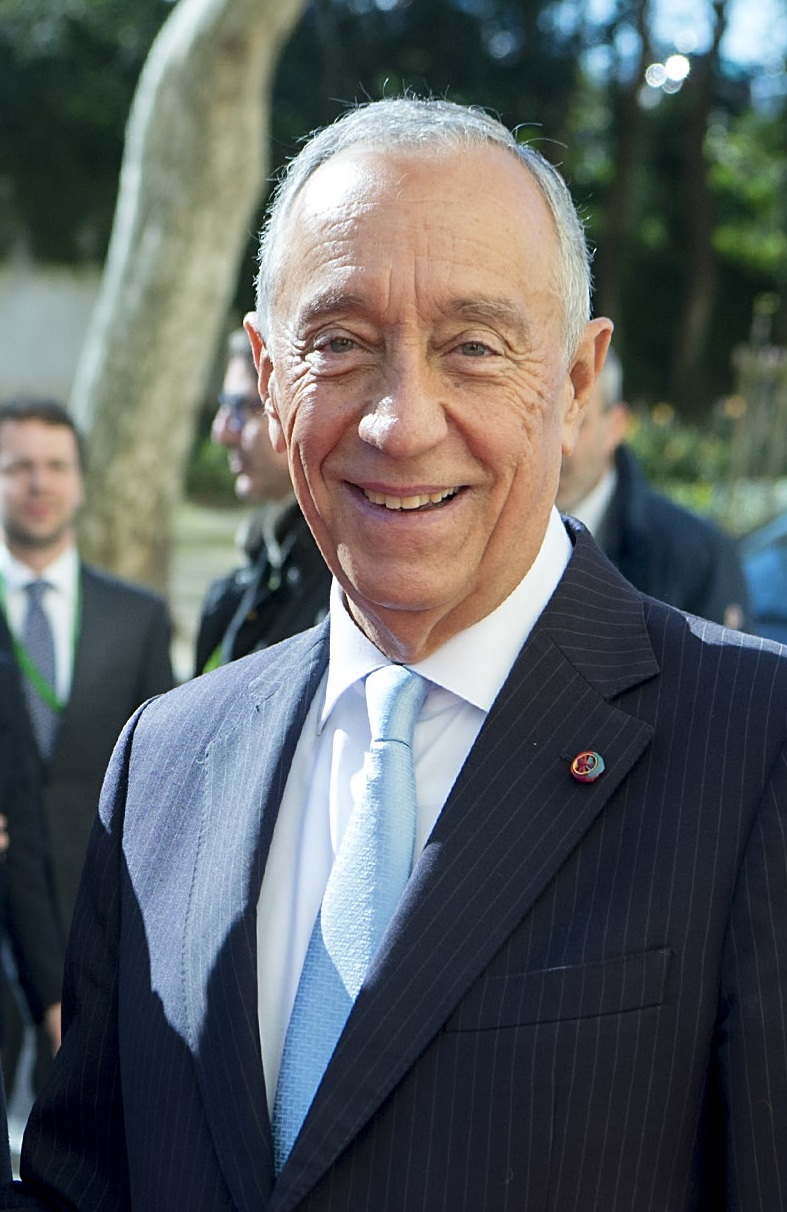
Portugal Marcelo Rebelo de Sousa Presidente de Portugal
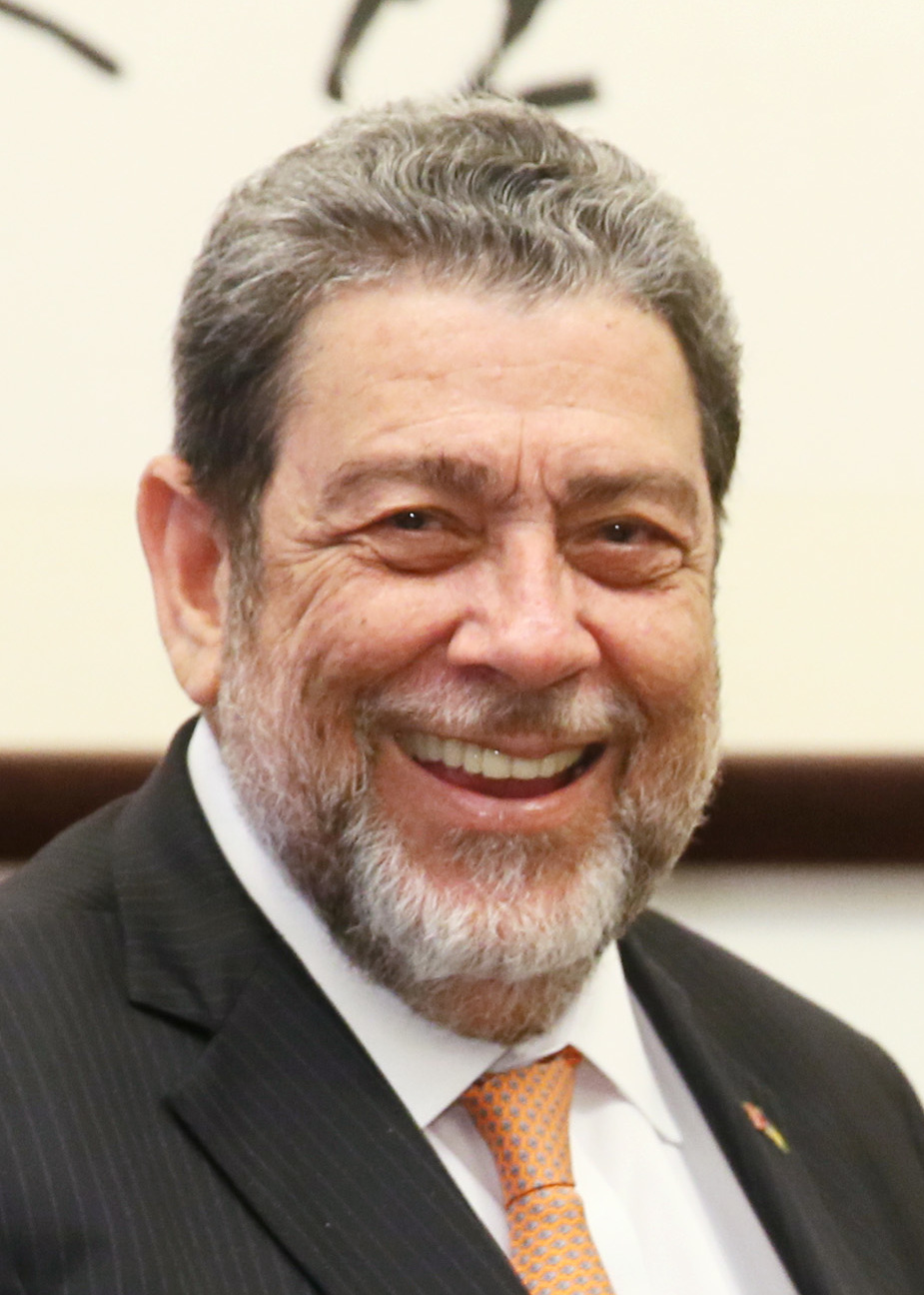
San Vicente y las Granadinas Ralph Gonsalves Primer ministro de San Vicente y las Granadinas
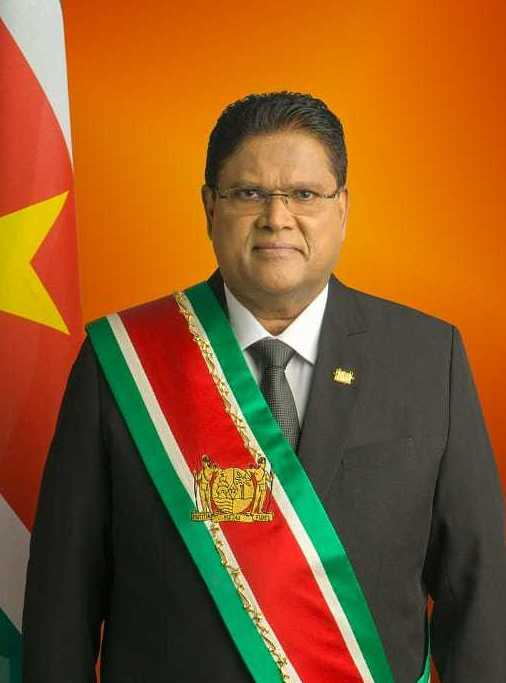
Surinam Chan Santokhi Presidente de Surinam
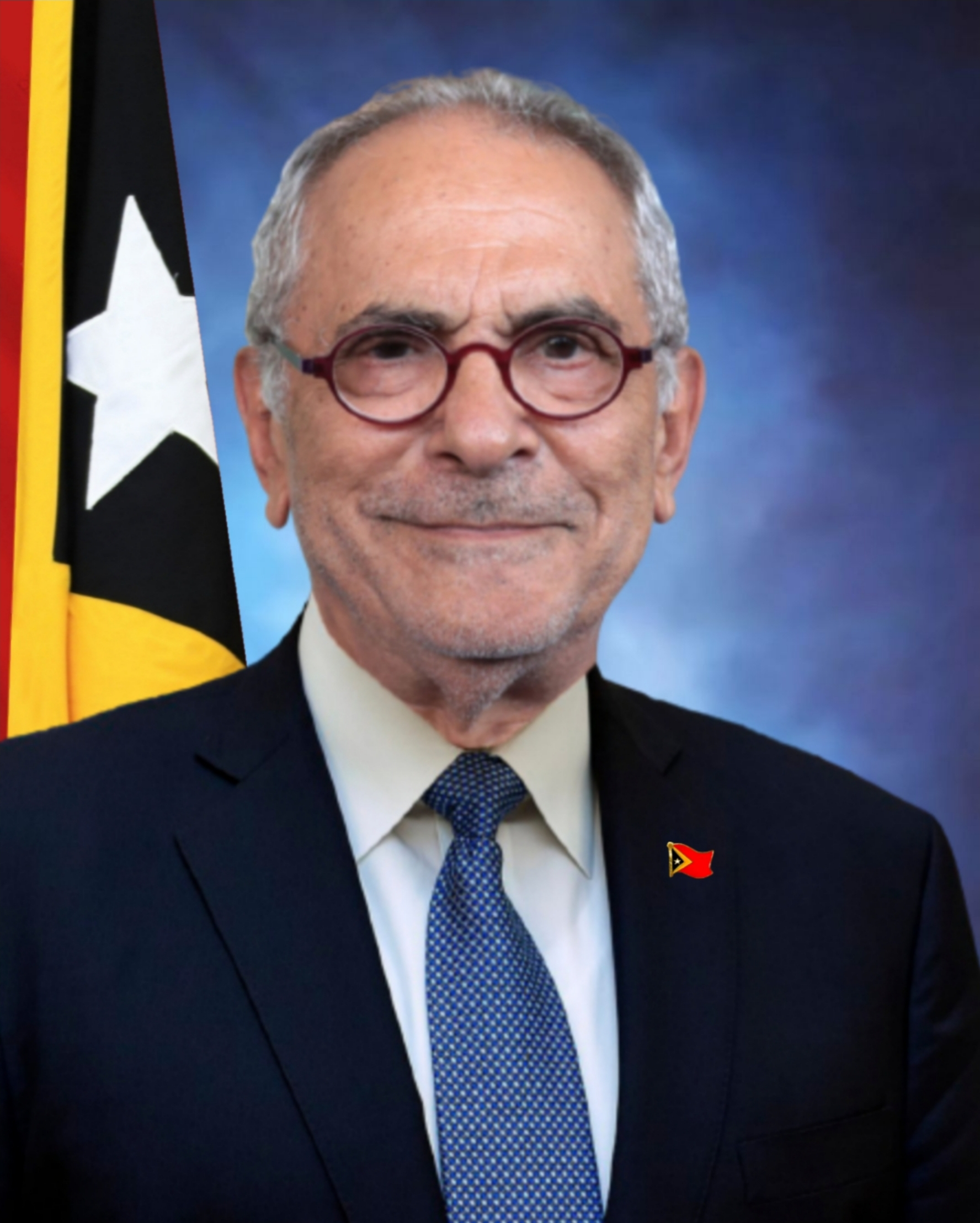
Timor Oriental José Ramos-Horta Presidente de Timor Oriental
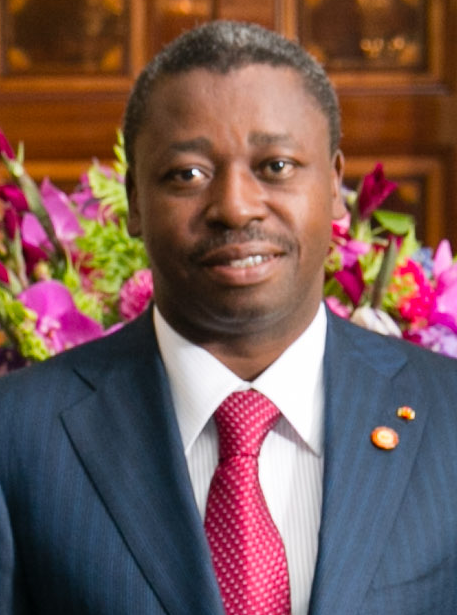
Togo Faure Gnassingbé Presidente de Togo
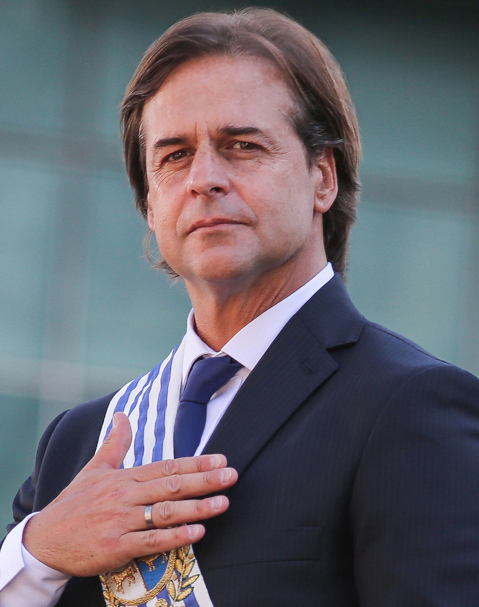
Uruguay Luis Lacalle Pou Presidente de Uruguay
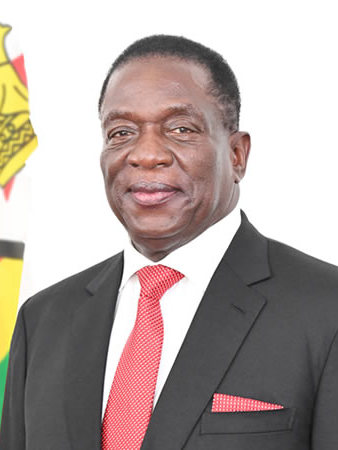
Zimbabue Emmerson Mnangagwa Presidente de Zimbabue
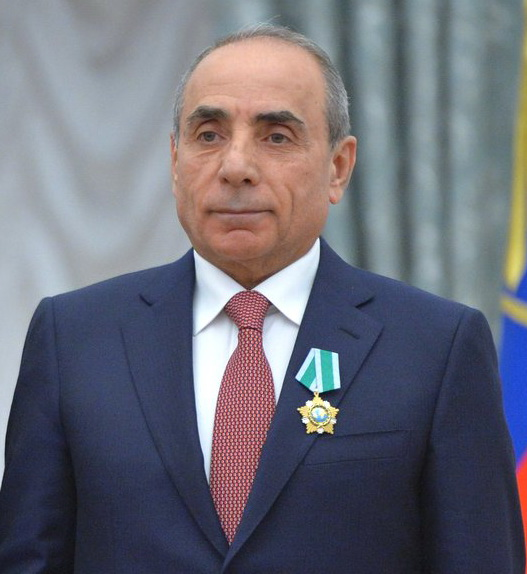
Azerbaiyán Yaqub Eyyubov Primer Viceprimer ministro de Azerbaiyán
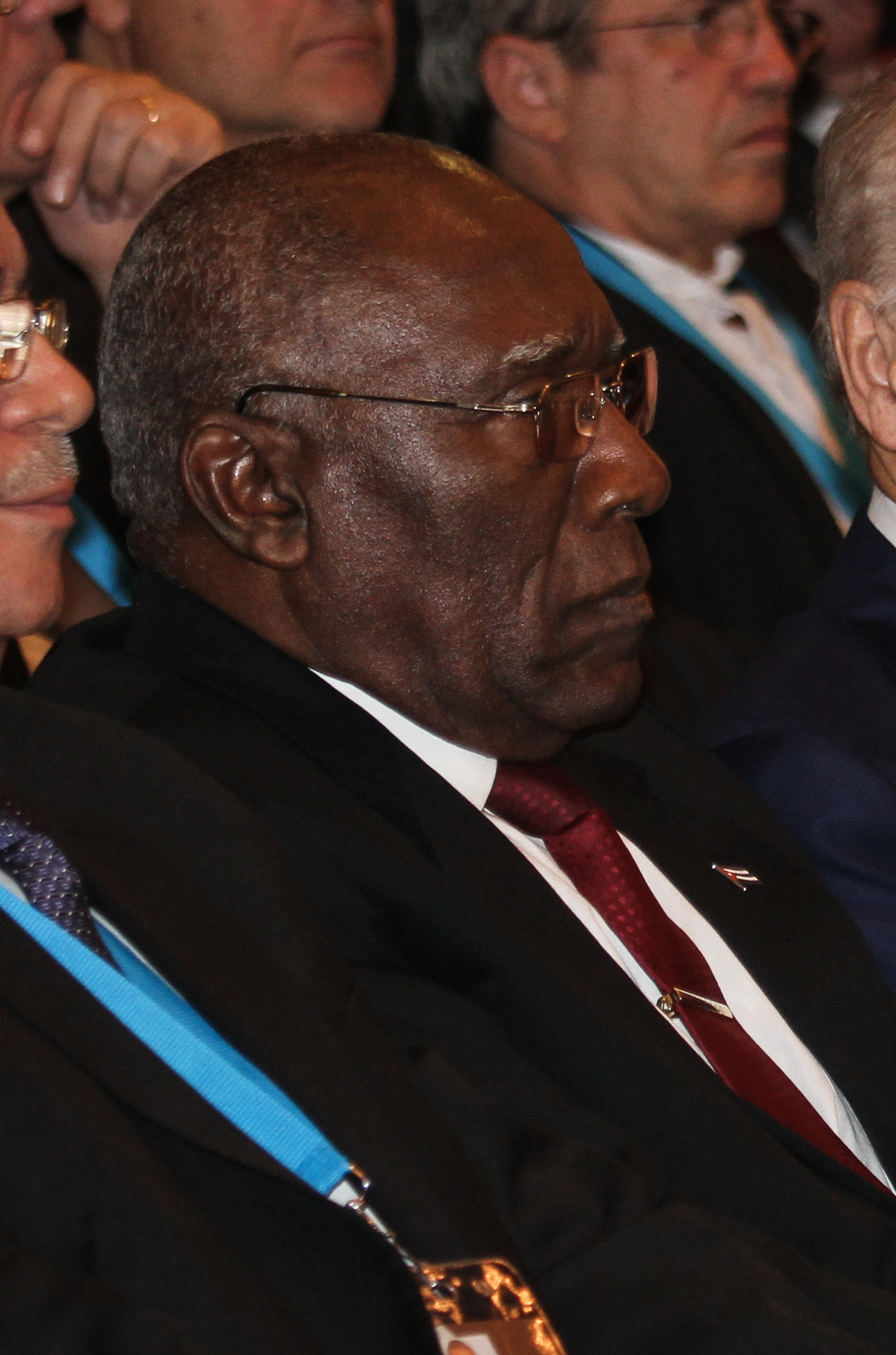
Cuba Salvador Valdés Mesa Vicepresidente de Cuba
El Salvador Félix Ulloa Vicepresidente de El Salvador (2019-Presente)
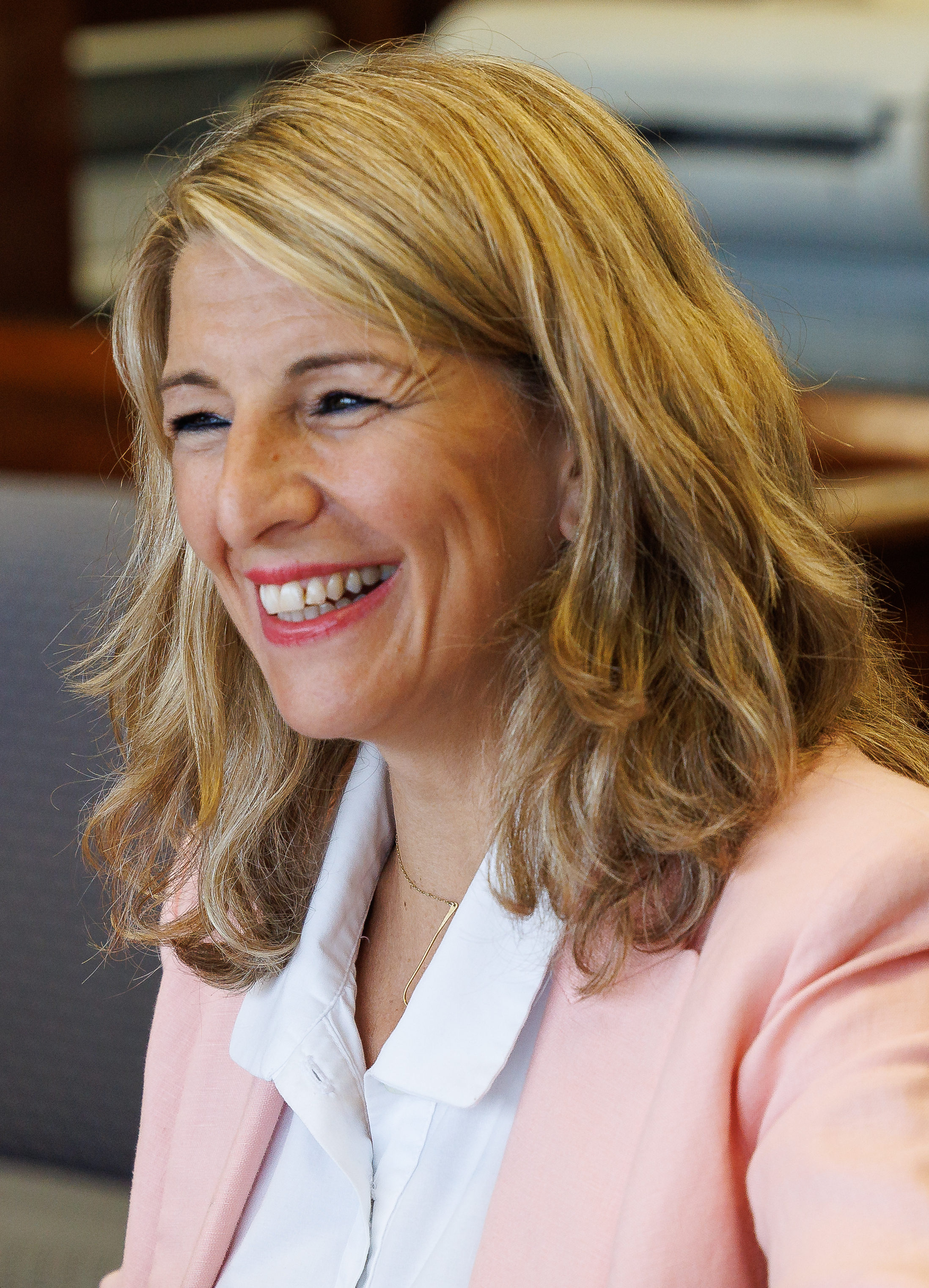
España Yolanda Díaz Vicepresidenta segunda del Gobierno de España (En representación oficial del Gobierno Español)
Lesoto Nthomeng Majara Segundo vicepresidente de Lesoto
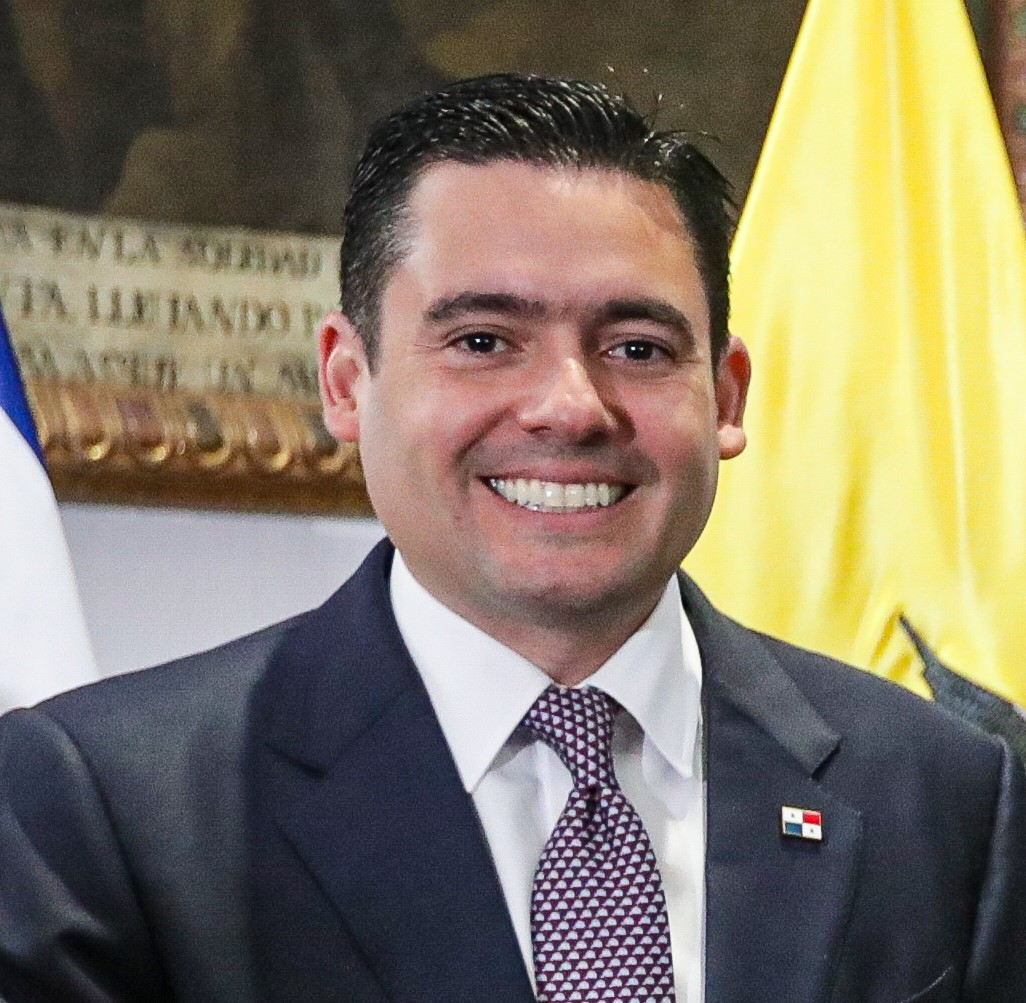
Panamá José Gabriel Carrizo Vicepresidente de Panamá
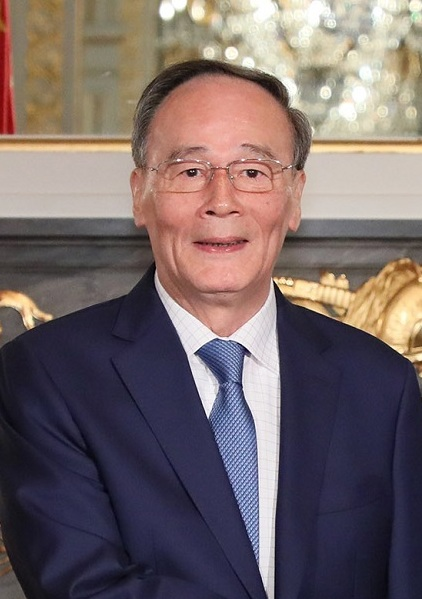
República Popular China Wang Qishan Vicepresidente de la República Popular China
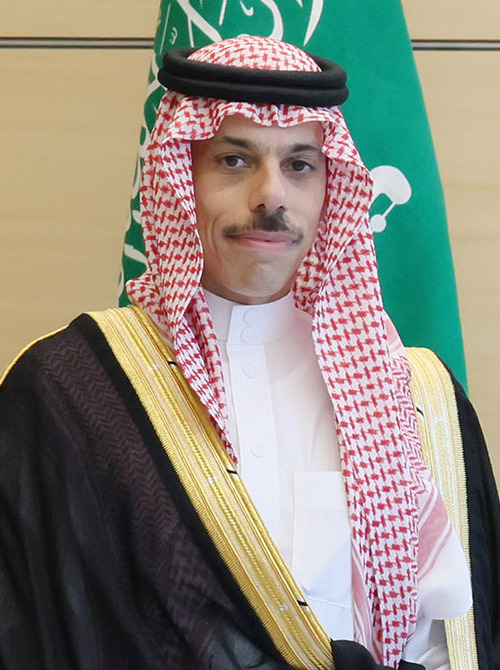
Arabia Saudita Faisal bin Farhan Al Saud Canciller de Arabia Saudita
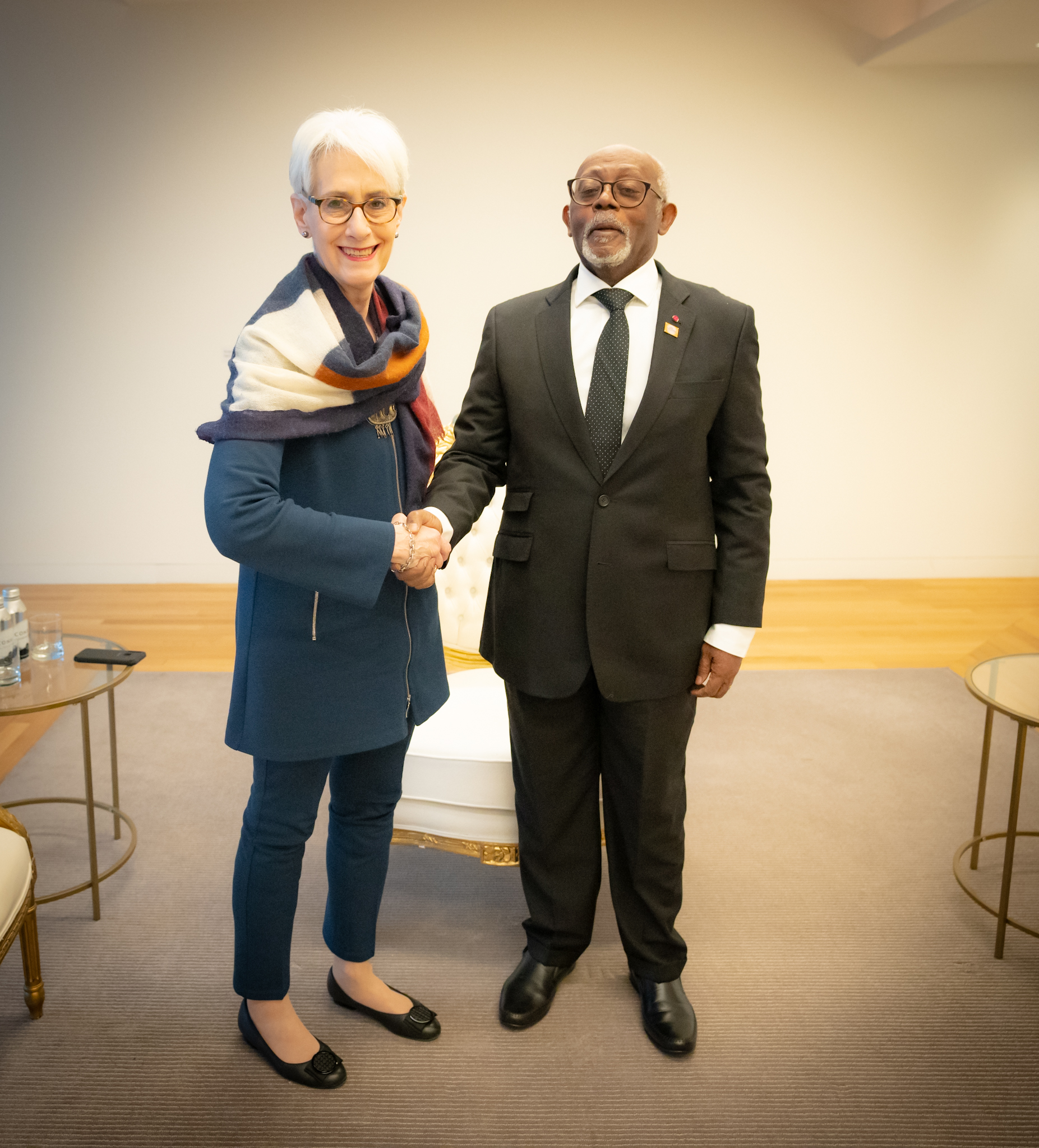
Camerún Lejeune Mbella Mbella Canciller de Camerún
Costa Rica Arnoldo André Tinoco Canciller de Costa Rica
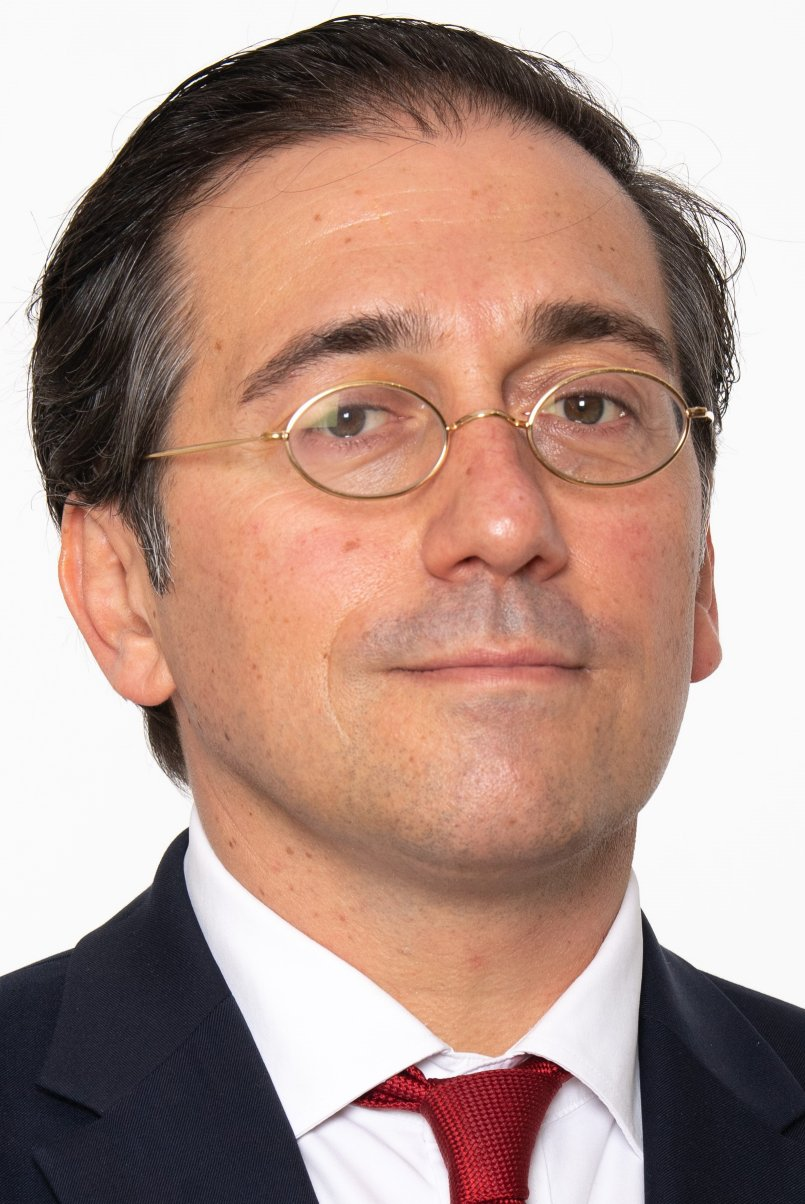
España José Manuel Albares Canciller de España (En representación oficial del Gobierno Español)
Gabón Michael Moussa Adamo Canciller de Gabón
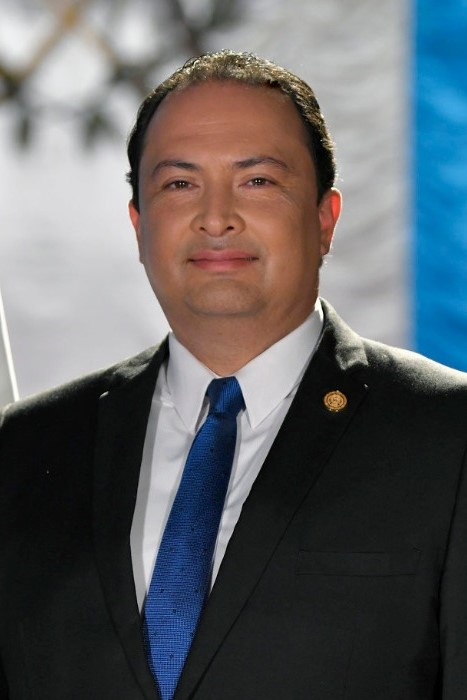
Guatemala Mario Búcaro Flores Canciller de Guatemala
Haití Jean Victor Généus Canciller de Haití
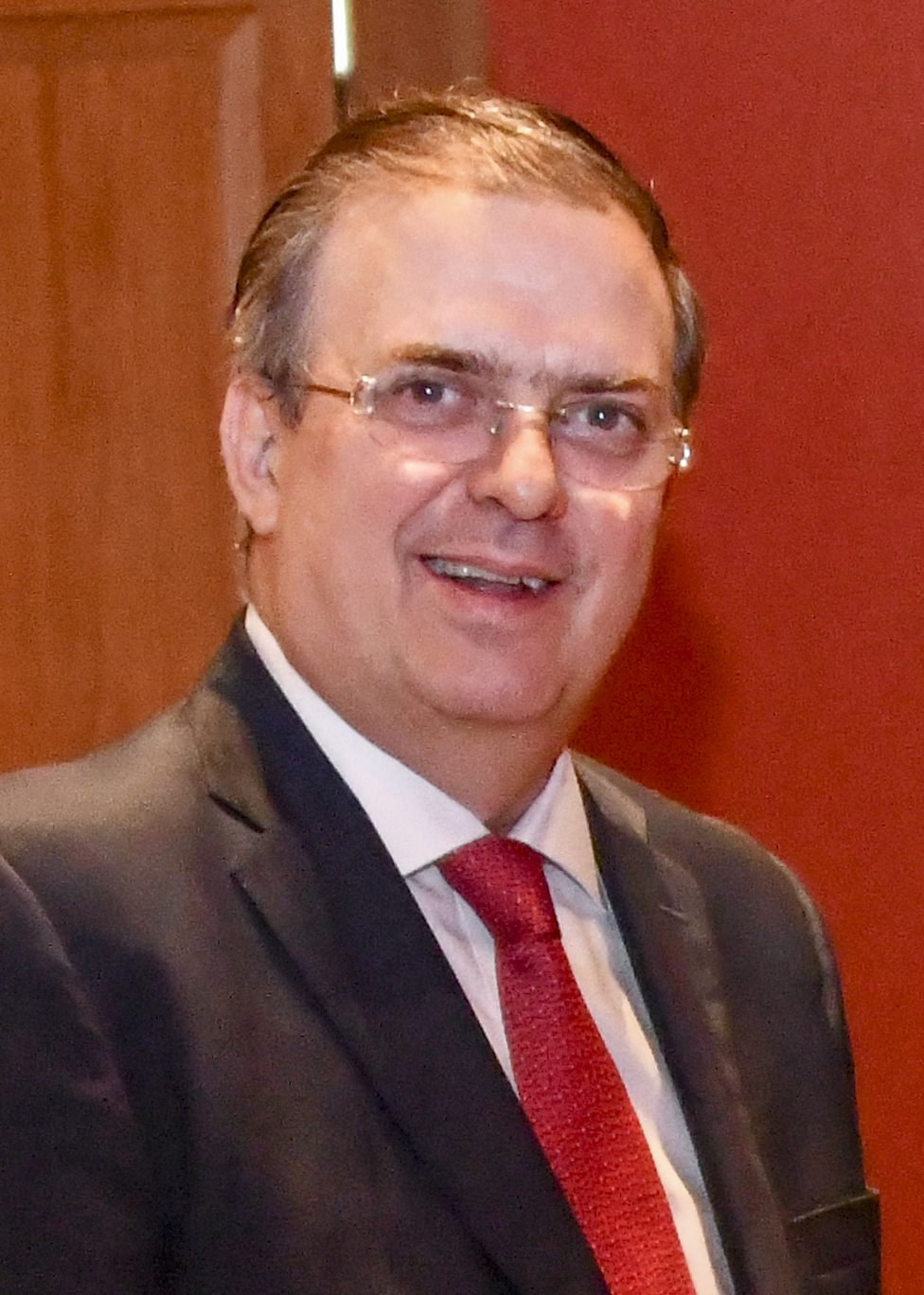
México Marcelo Ebrard Canciller de México
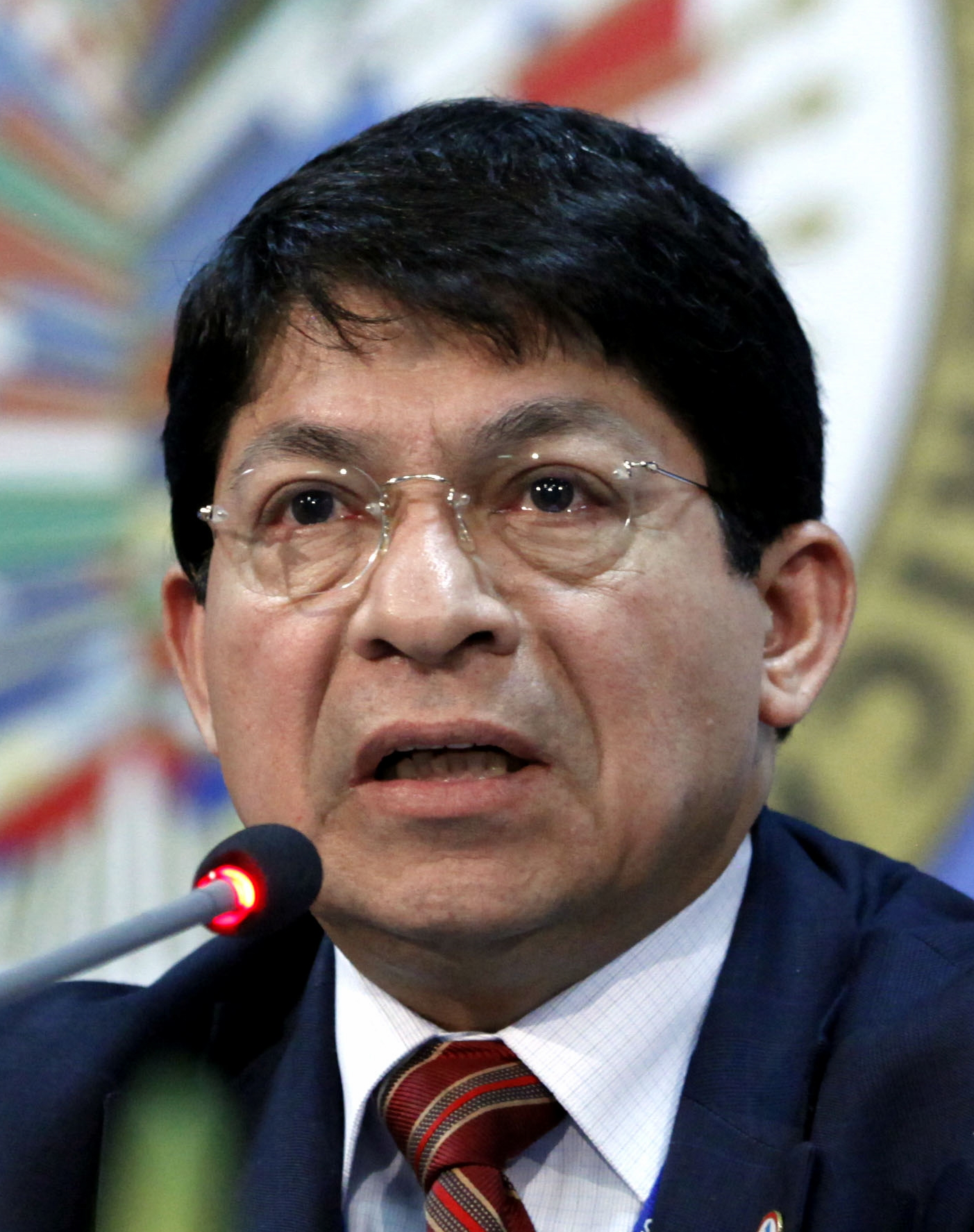
Nicaragua Denis Moncada Canciller de Nicaragua
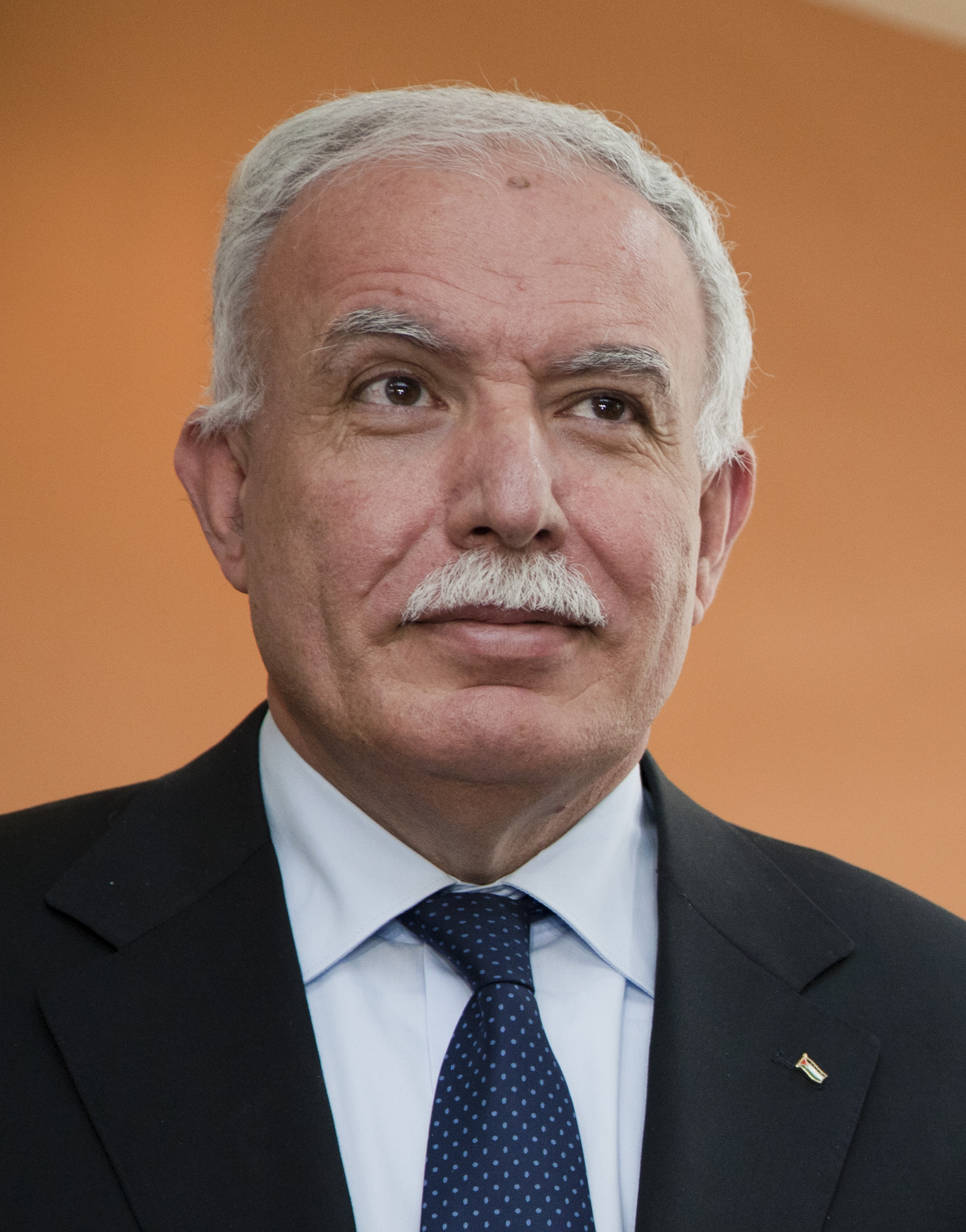
Palestina Riyad al-Maliki Canciller de Palestina
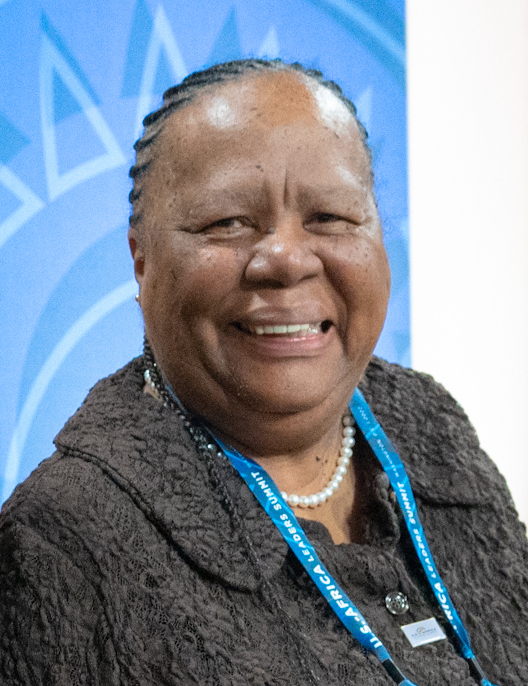
Sudáfrica Naledi Pandor Canciller de Sudáfrica
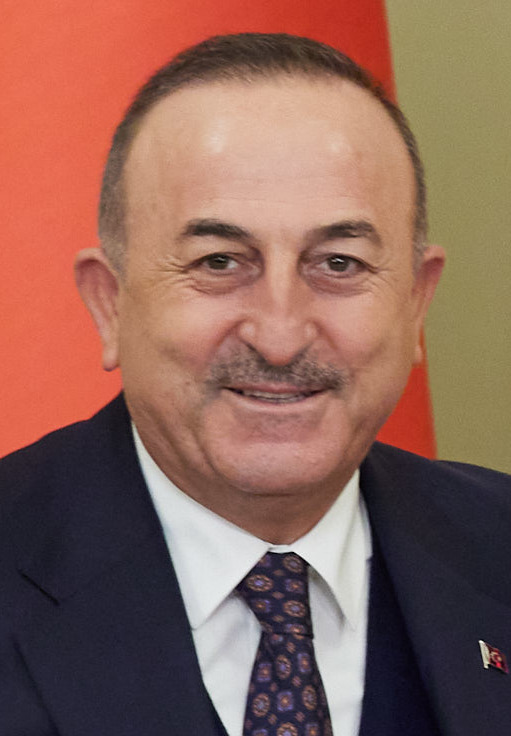
Turquía Mevlüt Çavuşoğlu Canciller de Turquía
Argelia Ibrahim Boughali Presidente del Congreso Nacional del Pueblo
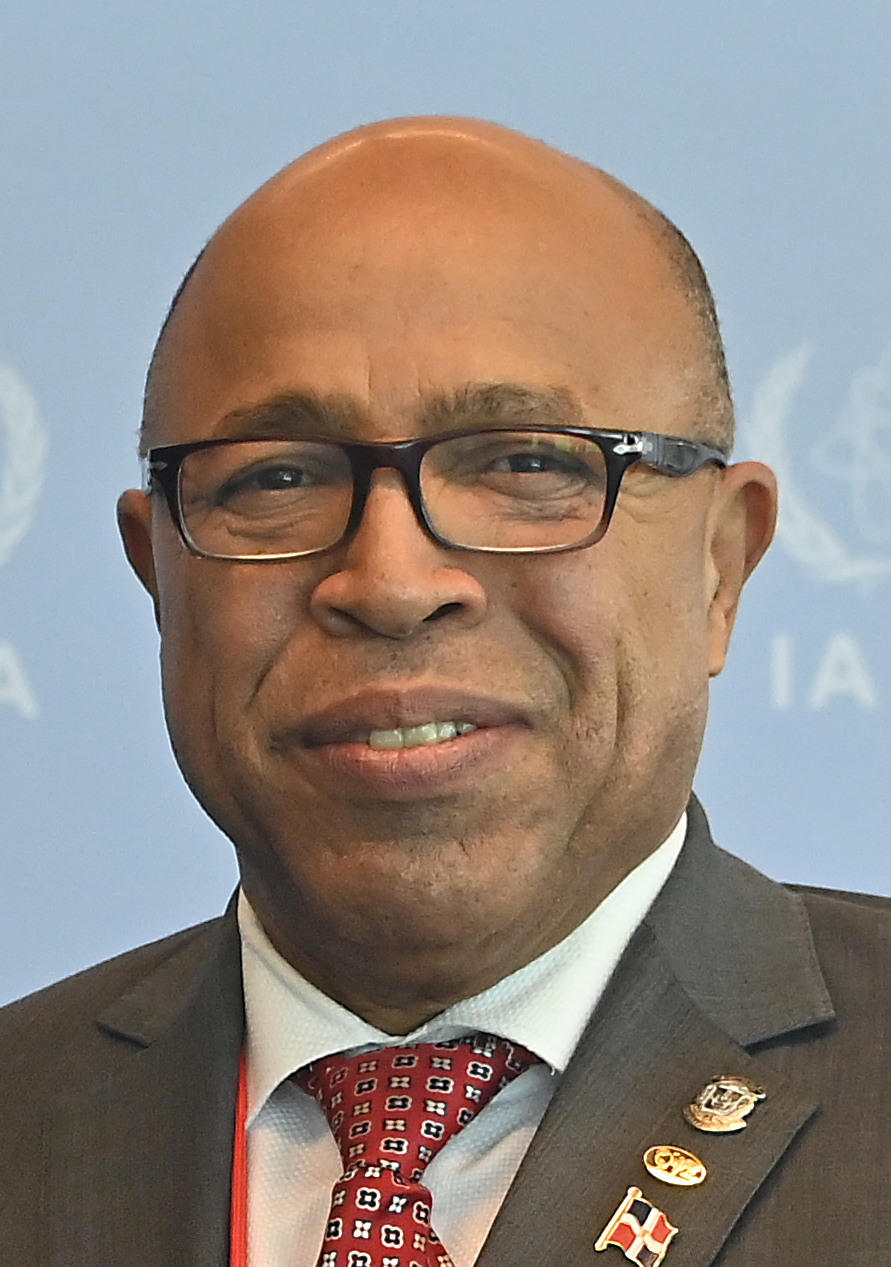
República Dominicana Alfredo Pacheco Presidente de la Cámara de Diputados de República Dominicana (En representación oficial del Gobierno Dominicano)
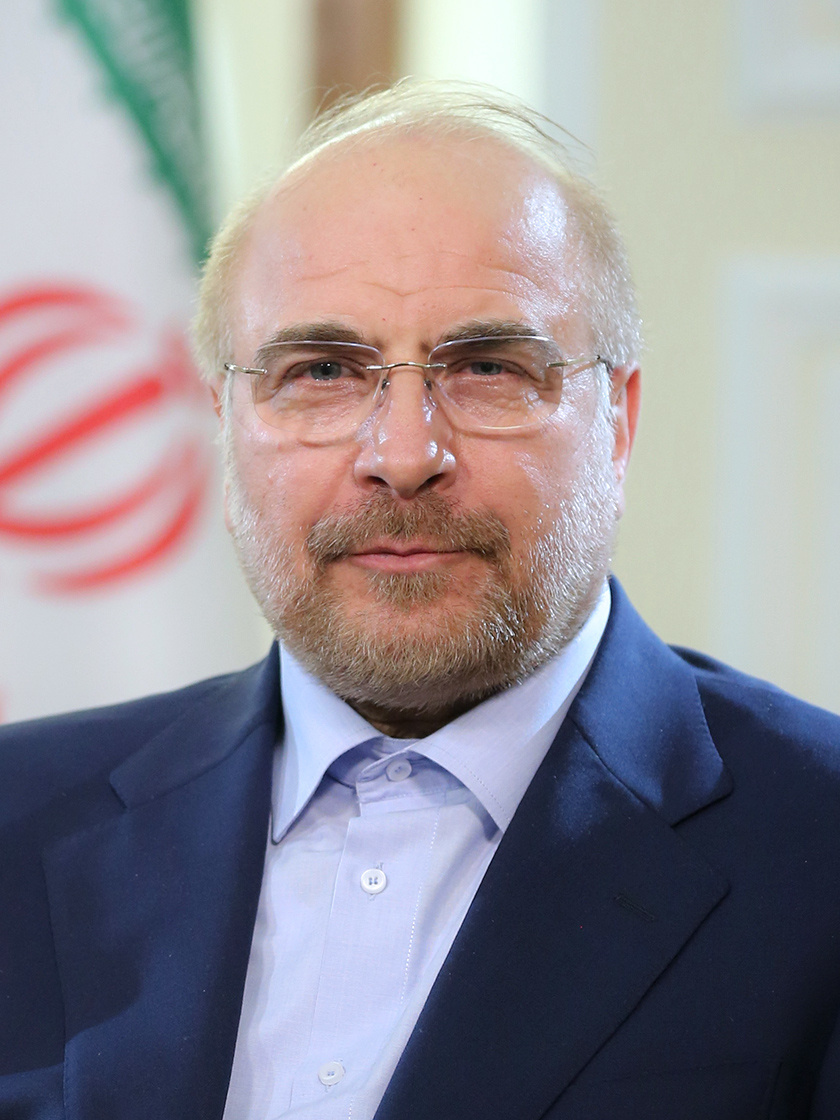
Irán Mohammad Baqer Qalibaf Presidente de la Asamblea Consultiva Islámica
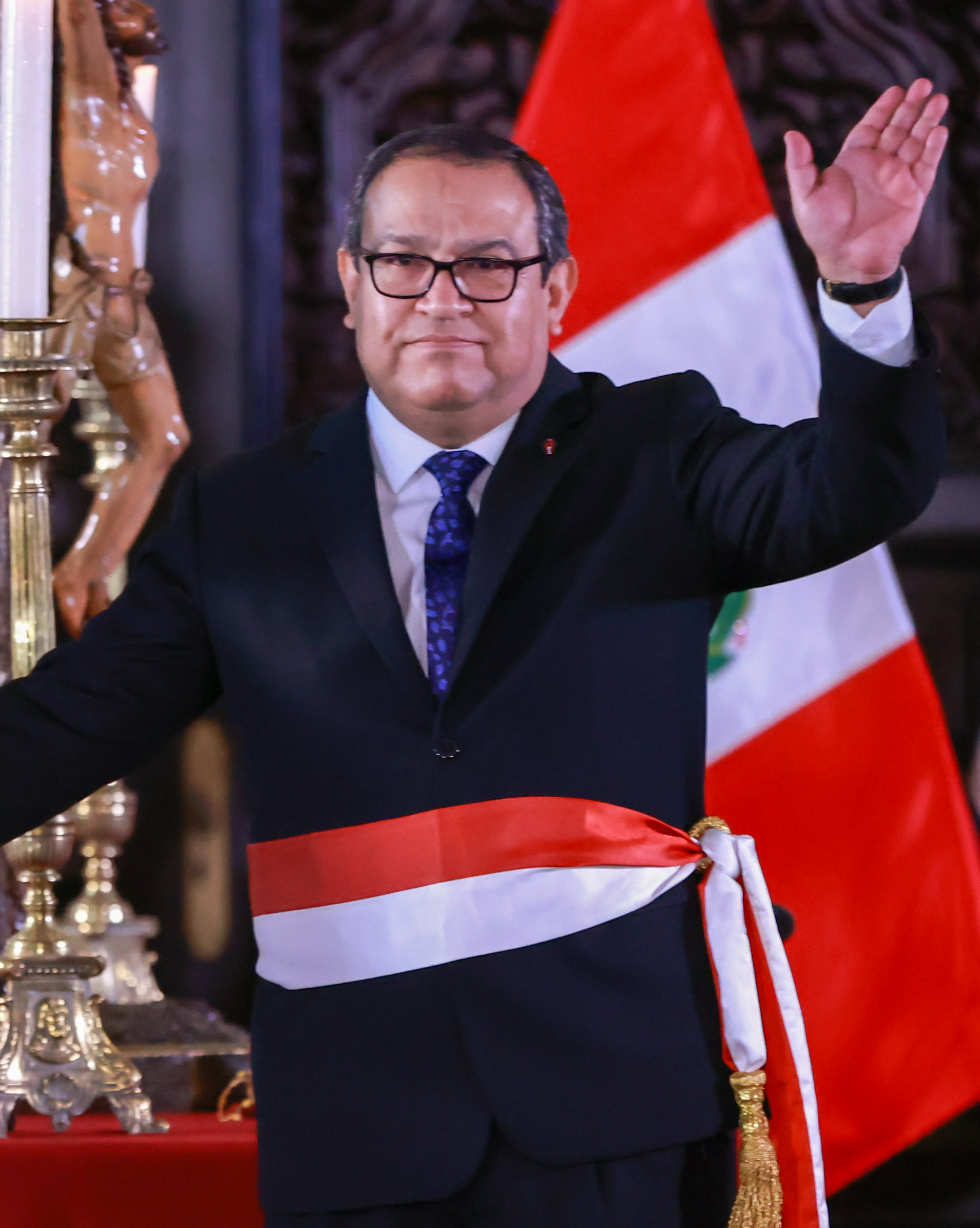
Perú Alberto Otárola Presidente del Consejo de Ministros del Perú
Jamaica Tom Tavares-Finson Presidente de Senado de Jamaica
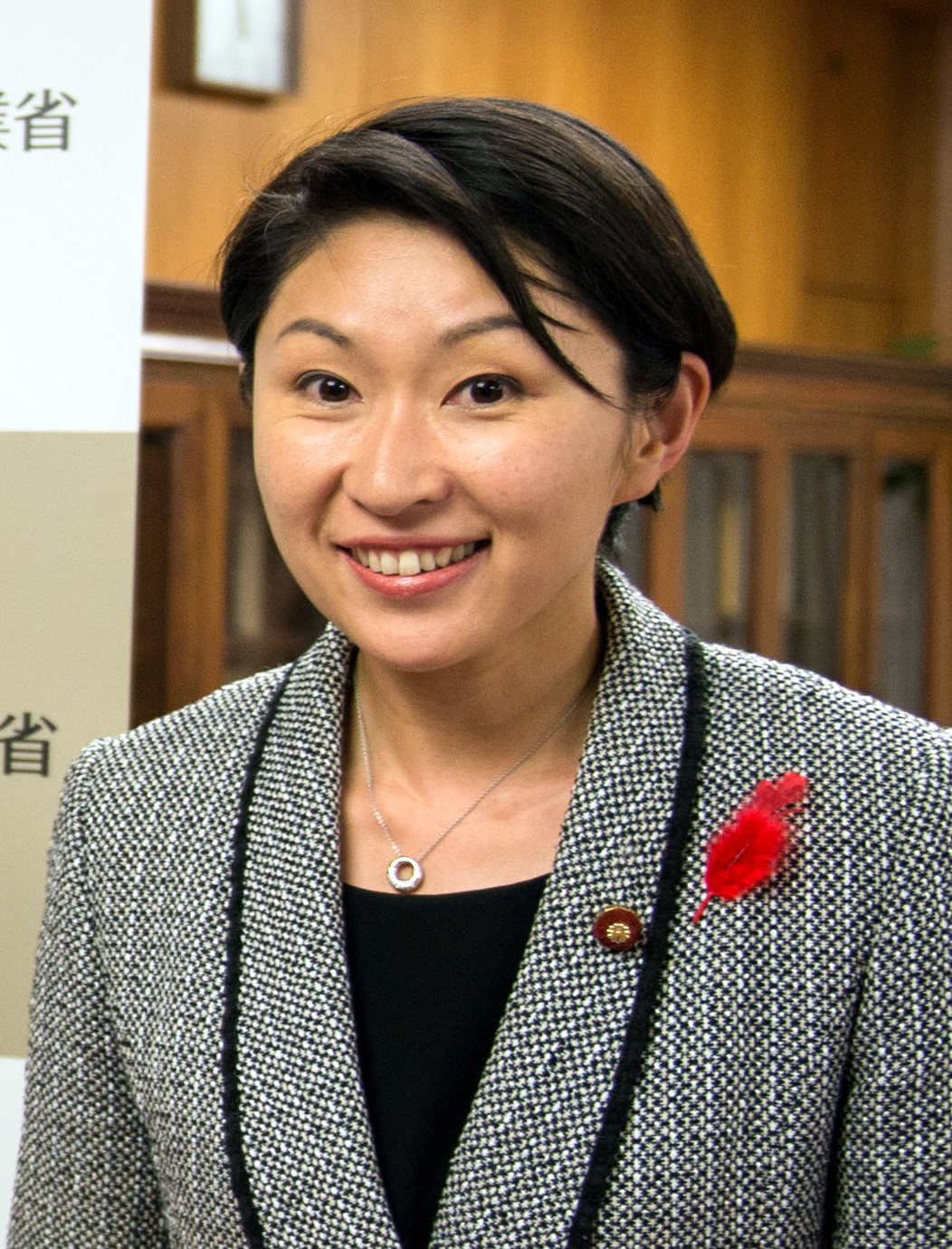
Japón Yuko Obuchi Diputada de la Cámara de Representantes de Japón
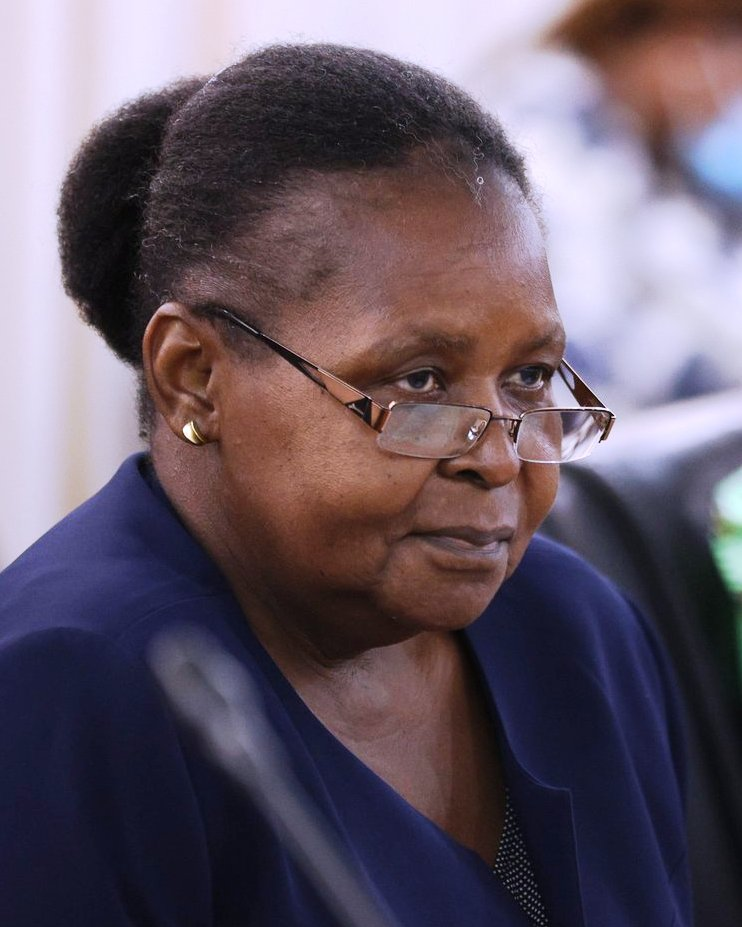
Mozambique Esperança Bias Presidenta de la Asamblea de la República de Mozambique
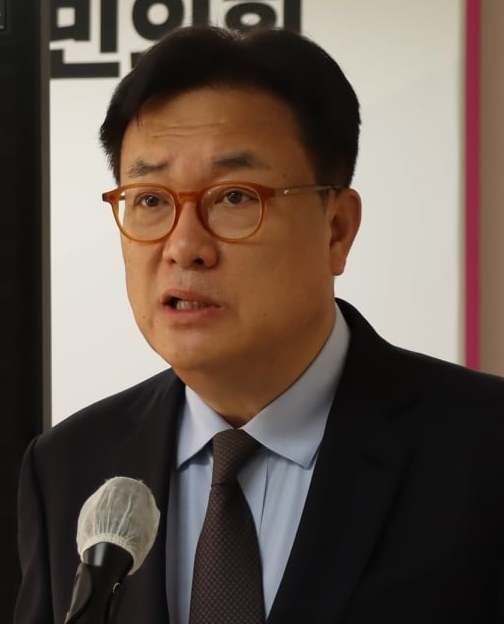
Corea del Sur Chung Jin-Suk Diputado de la Asamblea Nacional de Corea del Sur
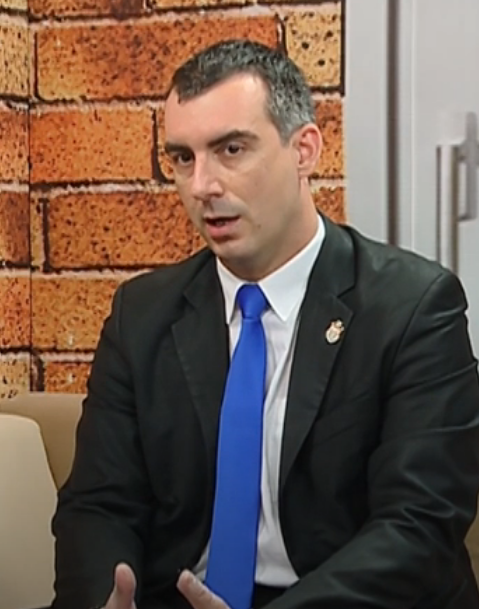
Serbia Vladimir Orlić Presidente de la Asamblea Nacional de Serbia
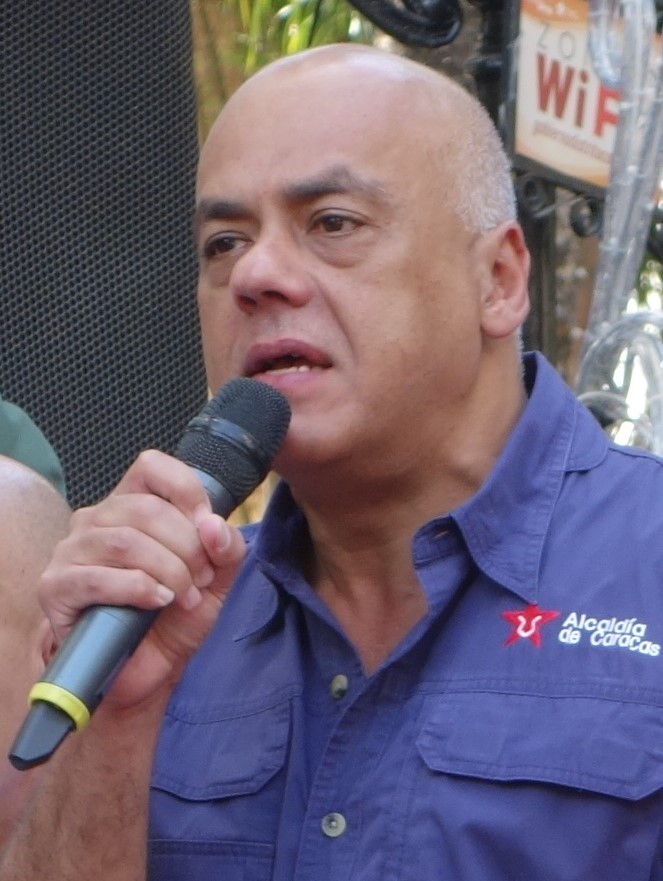
Venezuela Jorge Rodríguez Gómez Presidente de la Asamblea Nacional de Venezuela
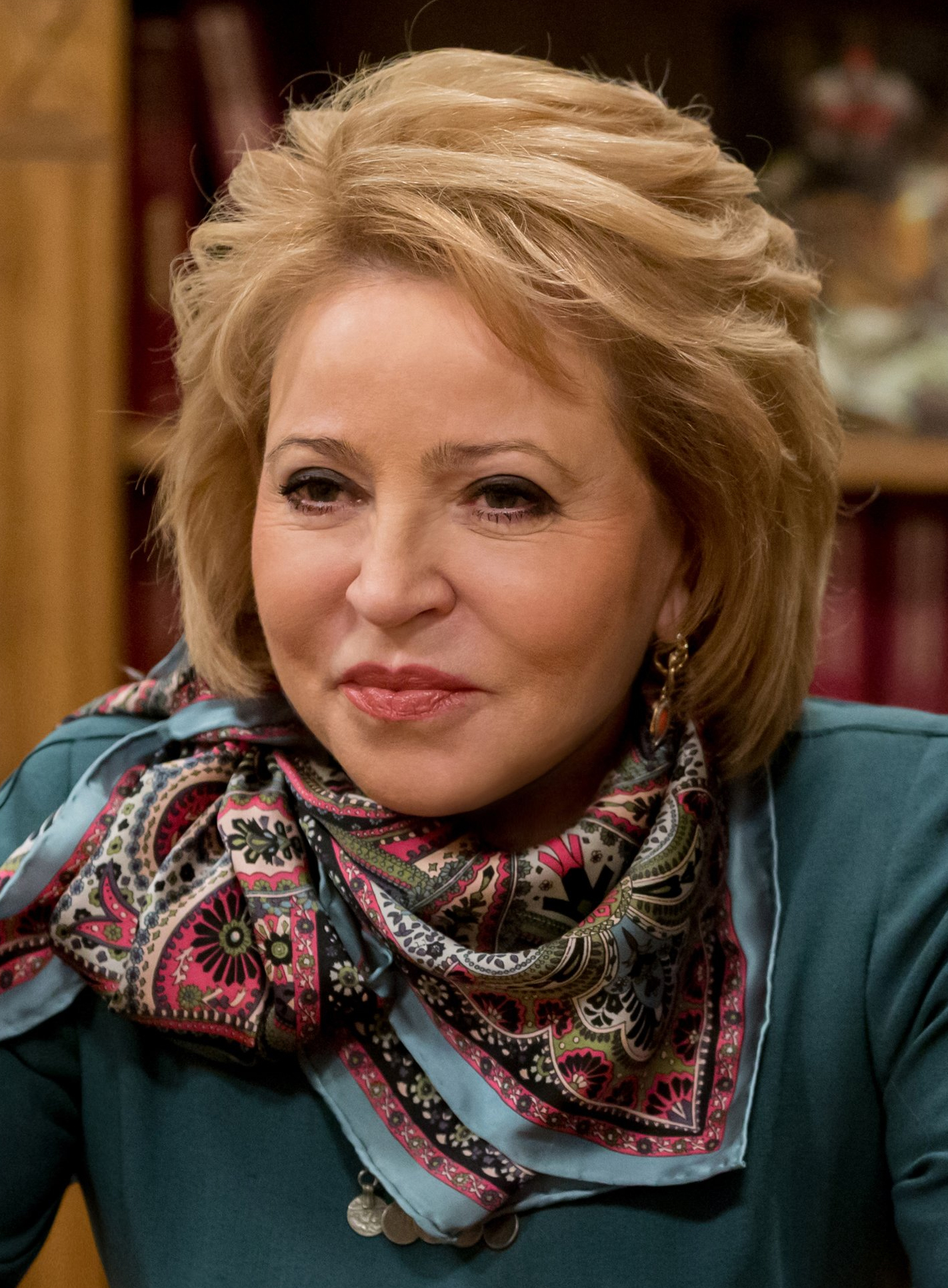
Rusia Valentina Matviyenko Presidenta del Consejo de la Federación de Rusia
Kenia Musalia Mudavadi Primer secretario del gabinete de Kenia
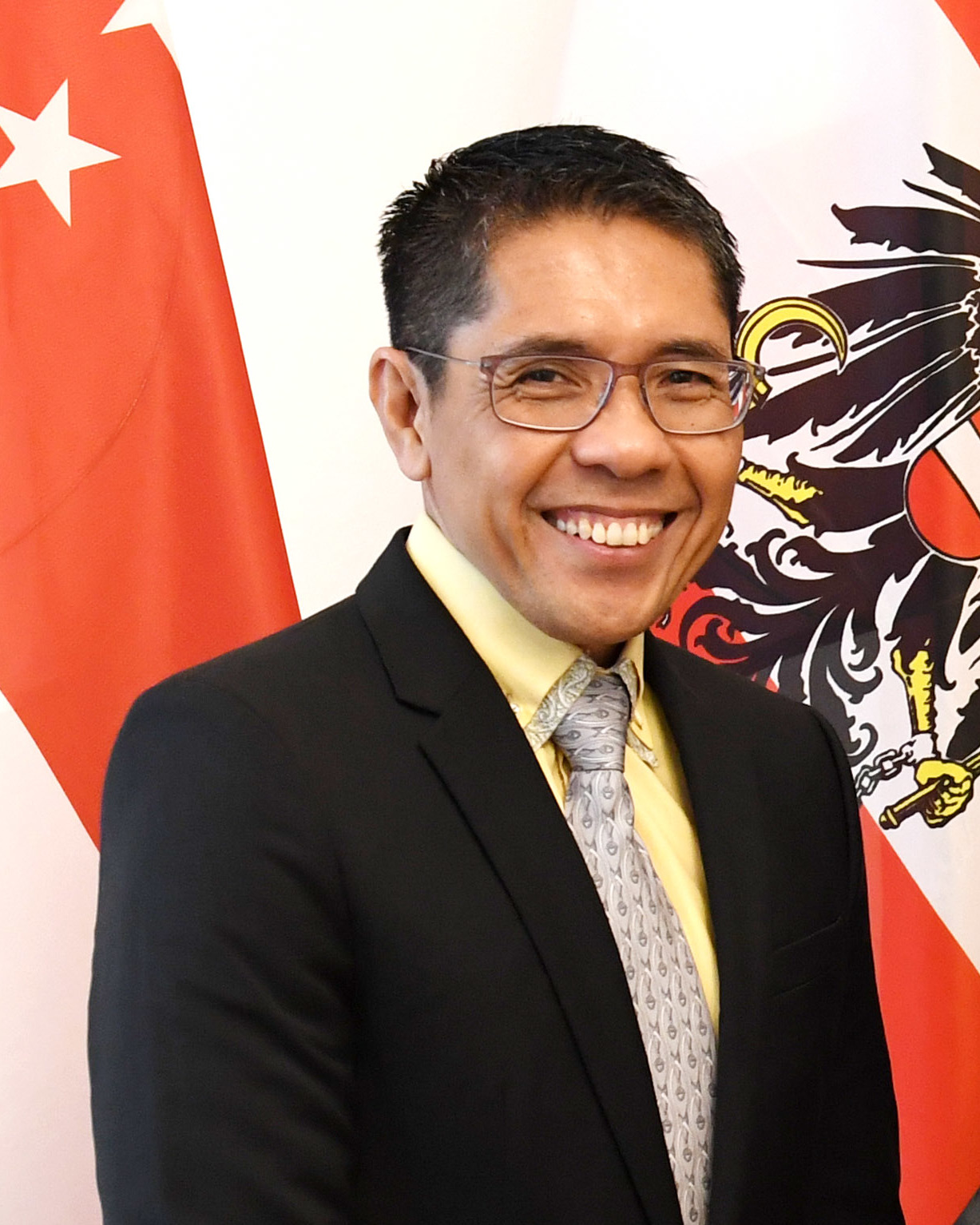
Singapur Maliki Osman Ministro en la oficina del primer ministro
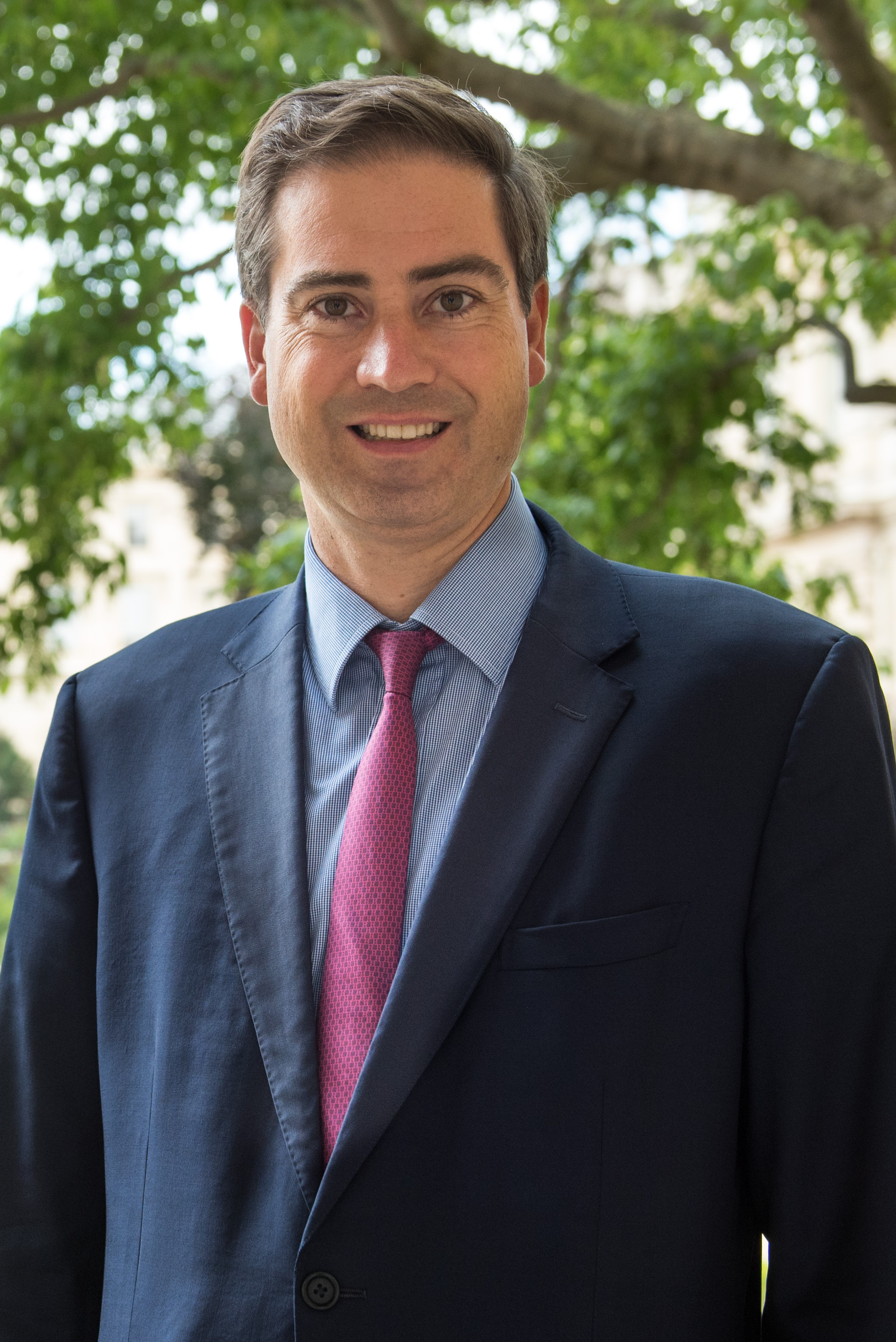
Francia Oliver Becht Ministro Delegado de Comercio Exterior, Atractivo y Nacionales Franceses en el Extranjero
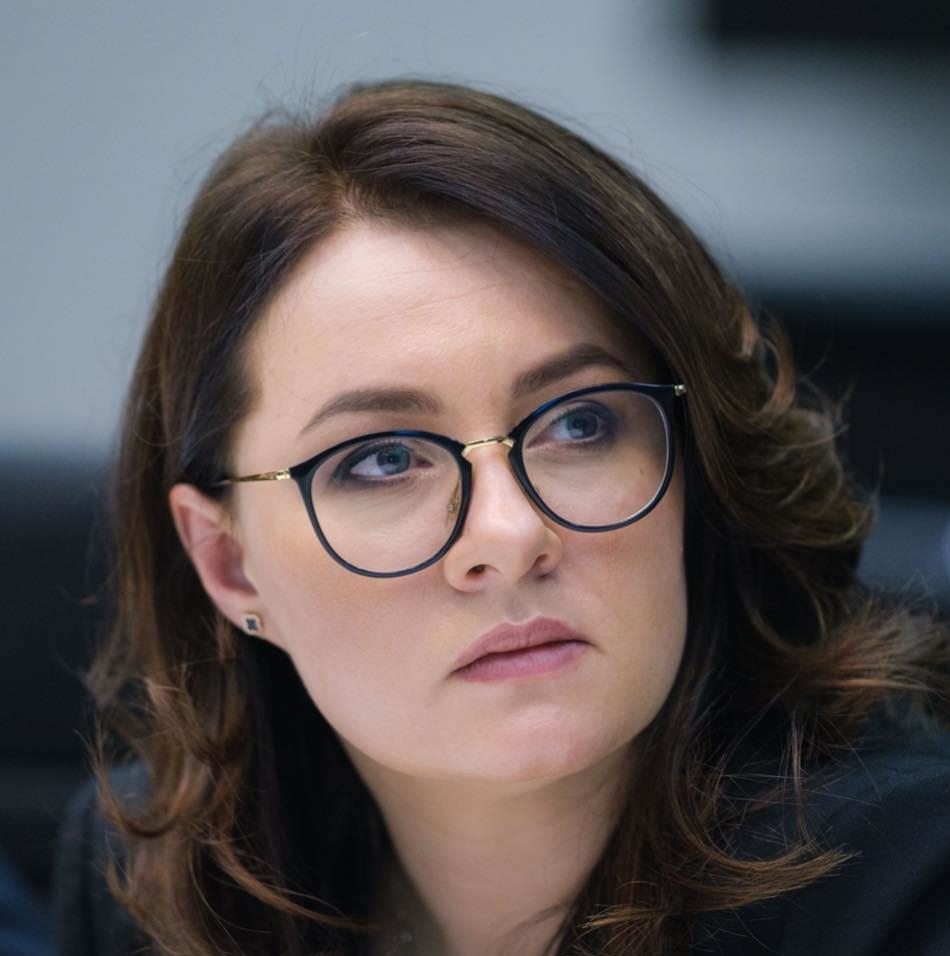
Ucrania Yulia Svyrydenko Primera Viceprimera Ministra de Ucrania
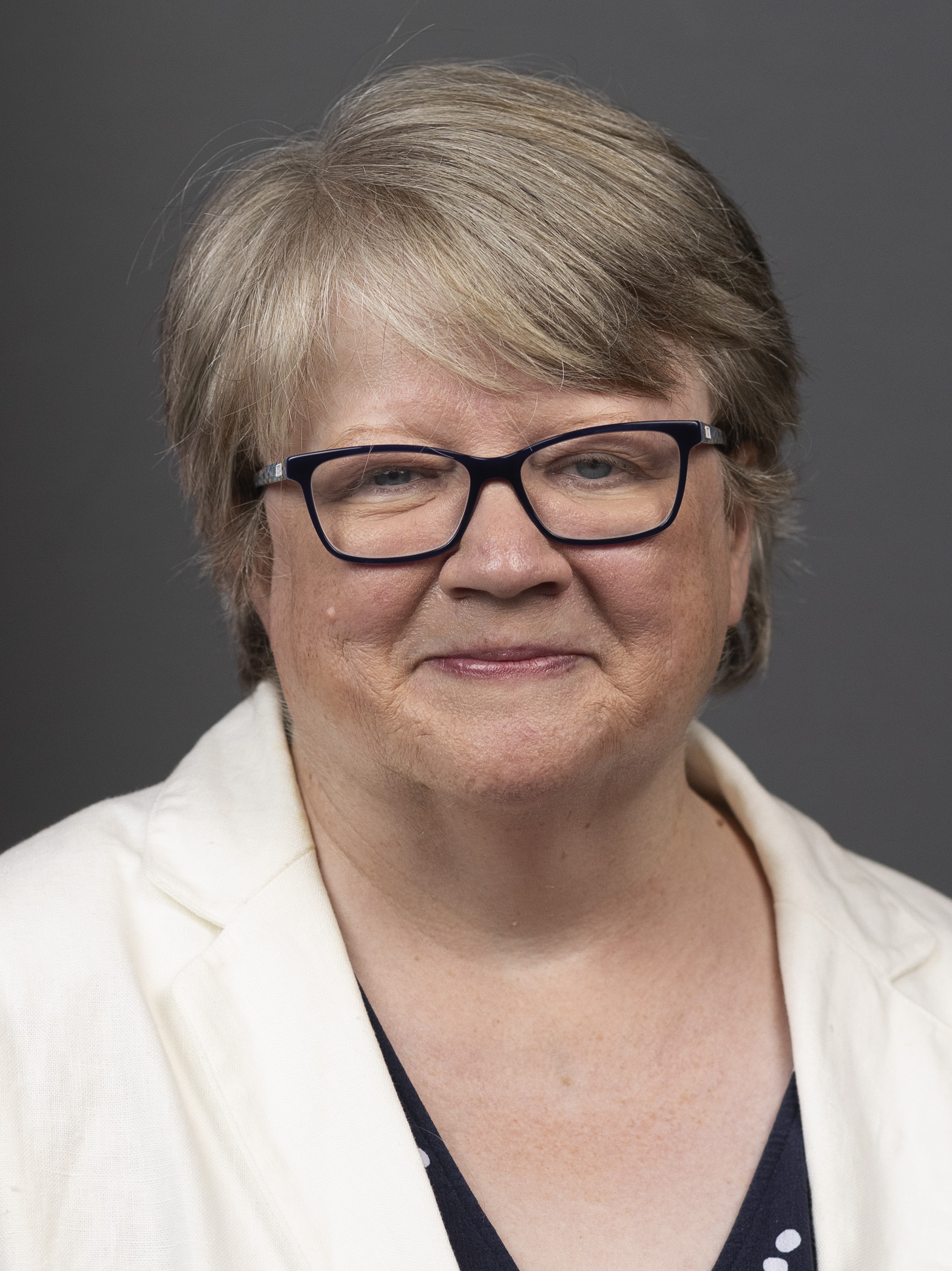
Reino Unido Thérèse Coffey Secretaria de Estado de Medio Ambiente, Alimentación y Medio Rural
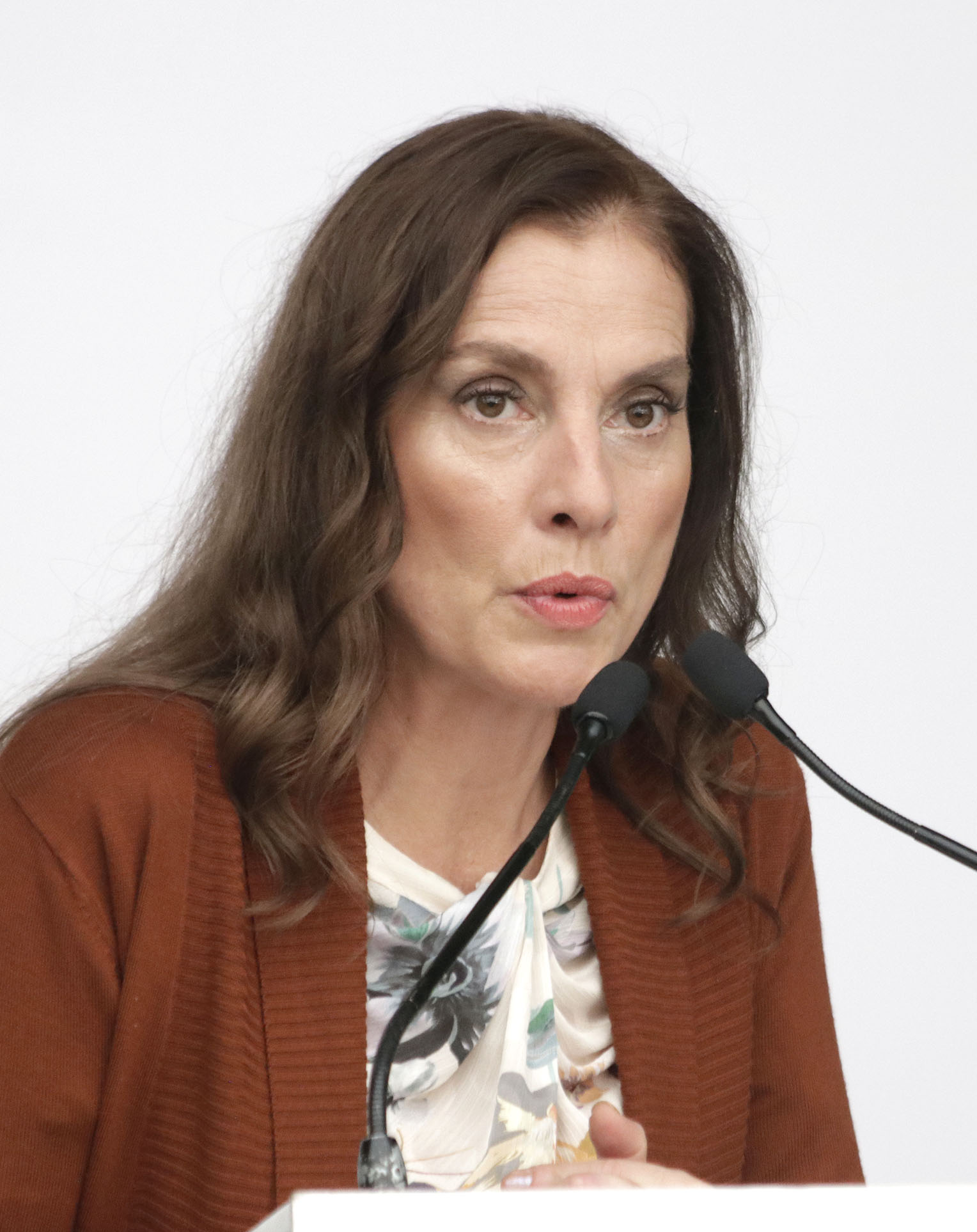
México Beatriz Gutiérrez Müller Primera Dama de México
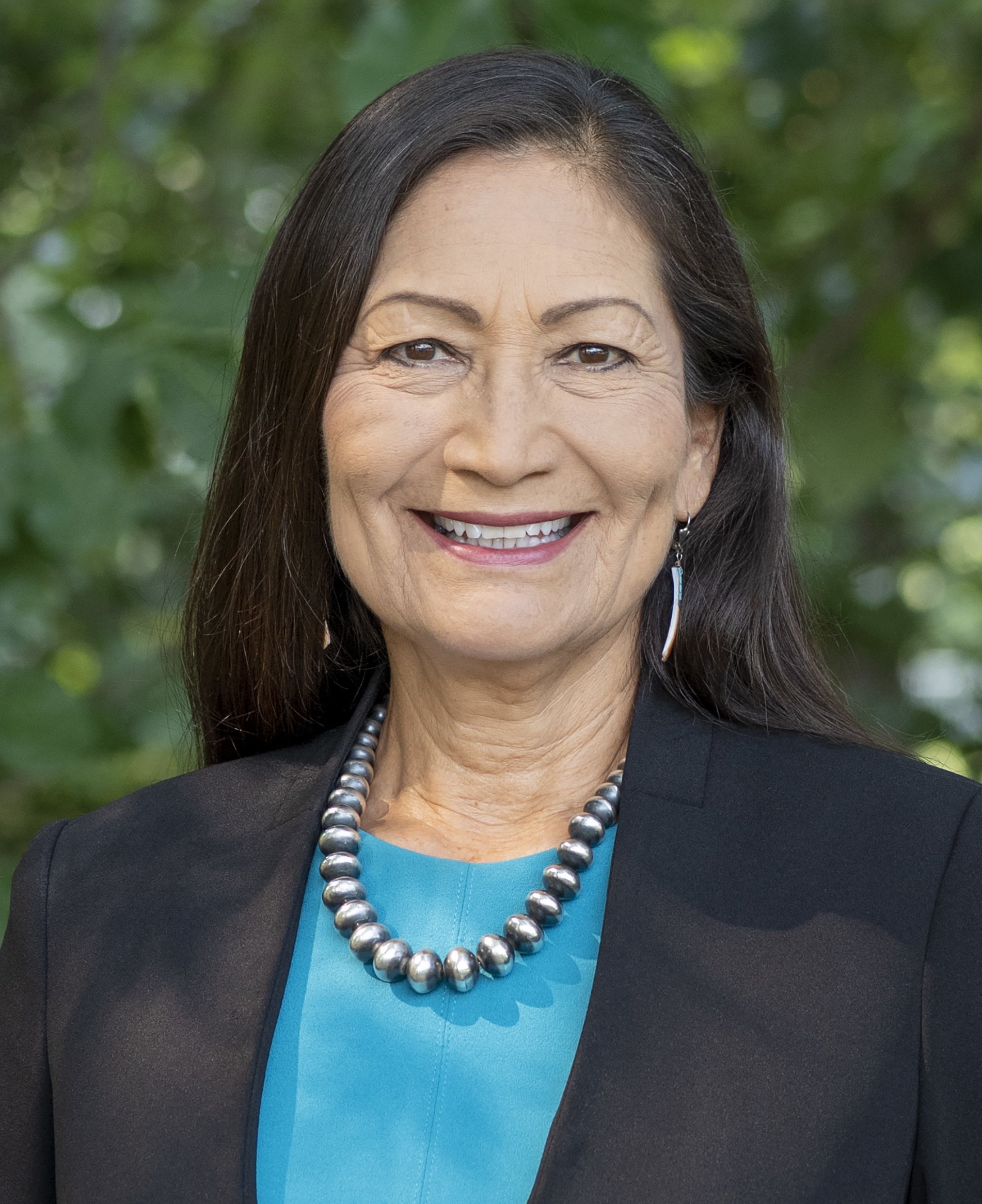
Estados Unidos Deb Haaland Secretaria del Interior de los Estados Unidos

Otros invitados relevantes fueron el expresidente boliviano Evo Morales, el Embajador del Reino de Baréin en la República Federativa de Brasil Bader Abbas Al-Helaibi, la Embajadora de Bangladés en Brasil Sadia Faizunnesa y el Embajador de Irlanda en Brasil Seán Hoy.